# Liste der Kulturdenkmale in Innenstadt (Görlitz), E–H
In der Liste der Kulturdenkmale in Innenstadt (Görlitz), E–H sind sämtliche Kulturdenkmale der Görlitzer Innenstadt verzeichnet, die bis Oktober 2017 vom Landesamt für Denkmalpflege Sachsen erfasst wurden (ohne archäologische Kulturdenkmale) und deren Straßenname mit den entsprechenden Anfangsbuchstaben beginnt. Die Anmerkungen sind zu beachten.
Diese Liste ist eine Teilliste der Liste der Kulturdenkmale in Görlitz.

## Liste der Kulturdenkmale in Innenstadt (Görlitz), E–H
| Bild                                    | Bezeichnung | Lage                                                                             | Datierung | Beschreibung | ID       |
| --------------------------------------- | --- | -------------------------------------------------------------------------------- | --- | --- | -------- |
|                                         | Wohnhaus in geschlossener Bebauung, Eckhaus | Elisabethstraße 27 (Karte)                                                       | 1870er Jahre | Städtebaulich von Bedeutung | 09280650 |
|                                         | Wohnhaus in geschlossener Bebauung | Elisabethstraße 28 (Karte)                                                       | 1870er Jahre | Spätklassizistische Fassade, baugeschichtlich und städtebaulich von Bedeutung. Eingangsbereich repräsentativ ausgestattet. | 09280651 |
|                                         | Wohnhaus in geschlossener Bebauung | Elisabethstraße 29 (Karte)                                                       | 1870er Jahre | Spätklassizistische Fassade, baugeschichtlich und städtebaulich von Bedeutung. Repräsentativ ausgestatteter Eingangsbereich. | 09280652 |
|                                         | Wohnhaus in geschlossener Bebauung | Elisabethstraße 30 (Karte)                                                       | 1870er Jahre | Spätklassizistische Fassade, baugeschichtlich und städtebaulich von Bedeutung. Reste farbiger Bleiglasfenster. Hofseitig Loggien. | 09280653 |
|                                         | Wohnhaus in geschlossener Bebauung | Elisabethstraße 31 (Karte)                                                       | 1870er Jahre | Baugeschichtlich und städtebaulich von Bedeutung | 09280654 |
|                                         | Wohnhaus in geschlossener Bebauung | Elisabethstraße 32 (Karte)                                                       | 1870er Jahre | Baugeschichtlich und städtebaulich von Bedeutung | 09280655 |
| Weitere Bilder                          | Wohnhaus in geschlossener Bebauung, mit Hofflügel | Elisabethstraße 33 (Karte)                                                       | 1870er Jahre | Aufwändige Fassade, baugeschichtlich und städtebaulich von Bedeutung. Originale Hausausstattung, Wandpfeiler mit Kapitellen, alte Türen, Geländer. Am Hintergebäude Loggien. | 09280656 |
|                                         | Wohnhaus in geschlossener Bebauung | Elisabethstraße 34 (Karte)                                                       | Um 1860 | Städtebaulich von Bedeutung. Putzprofile, originale Fenster. Fassade geglättet. Originales Hofeinfahrtstor. Ausstattung der Wohnungen teilweise noch vorhanden. | 09284991 |
|                                         | Wohnhaus in geschlossener Bebauung | Elisabethstraße 35 (Karte)                                                       | 1860 | Städtebaulich von Bedeutung. Fassade der Obergeschosse geglättet, Erdgeschoss Bossierungen. | 09284992 |
|                                         | Wohnhaus in geschlossener Bebauung | Elisabethstraße 36 (Karte)                                                       | Um 1865 | Bauherr Kaufmann Caspar, 1905 Anbau des Erkers, baugeschichtlich und städtebaulich von Bedeutung. Geburtshaus Hildegard Burjan. Das als Denkmal dazugehörende Hintergebäude wurde bereits abgebrochen. | 09280657 |
| Weitere Bilder                          | Mietshaus in geschlossener Bebauung, Eckhaus | Elisabethstraße 37 (Bismarckstraße 1) (Karte)                                    | 1870er Jahre | Hochgezogene Ecke mit Balustrade und Figuren, baugeschichtlich und städtebaulich von Bedeutung | 09280658 |
| Weitere Bilder                          | Mietshaus in geschlossener Bebauung, mit originalen Ladenfronten, Eckhaus | Elisabethstraße 38 (Hauptanschrift: Bismarckstraße 32) (Karte)                   | 1870 | Städtebaulich und baugeschichtlich von Bedeutung. - Bismarckstraße: Läden mit originaler Front. Eckhaus, Ecke hochgezogen, im ersten Obergeschoss Balkon. - Elisabethstraße: Abgeschrägte Ecke mit Balkons, Erdgeschoss-Laden, reiche Putzdekorationen. | 09280910 |
|                                         | Wohnhaus in geschlossener Bebauung mit angebautem Remisengebäude | Elisabethstraße 39 (Karte)                                                       | 1863 | Bauherr Grunert, baugeschichtlich und städtebaulich von Bedeutung. Figürlicher Fassadenschmuck. Mit rechtem Hofflügel, flach, Remisen. | 09280899 |
|                                         | Wohnhaus- und Bürogebäude als Bankgebäude der kommunalständischen Oberlausitzer Provinzialsparkasse und Hofgebäude | Elisabethstraße 40 (Karte)                                                       | 1863 (Wohn- und Bürogebäude); Hofgebäude mit Bank 1893                                                                                       | Vorderhaus 1863 vom Kaufmann H. Kienitz, Hofgebäude 1892, baugeschichtlich und ortsgeschichtlich von Bedeutung. Kolossallisenen. Medaillons und Spiegel mit ganz flachen Reliefs. Im Hauseingang reicher Stuck an der Decke. Gurtbögen mit Konsolen und Schlusssteinen. Fußbodenkacheln, Terrazzo-Mosaikfußböden. Guss-Treppengeländer. Anwesen ursprünglich Rückgebäude von Struvestraße 5 (zunächst Kahle), 1866 von der Bank als deren erster Sitz gekauft. | 09280900 |
|                                         | Wohnhaus in geschlossener Bebauung, mit Restaurant | Elisabethstraße 41 (Karte)                                                       | 1864 | Bauherr wohl Kaufmann Urban, Architekt des Umbaus 1928 Alfred Hentschel, Restaurant hieß „Saurer Zulp“ (heute Bon Apart), bedeutsame Gestaltung am Äußeren und Innen, baugeschichtlich und ortsgeschichtlich von Bedeutung. Vom Umbau 1928 Erdgeschoss-Fassade vollständig und Inneres teilweise erhalten, dabei u. a. Wandtäfelungen und Deckenstuck. 1865 Bau einer Remise für Kaufmann Urban, 1903 Eigentum Kaufmann Hermann Vohland. Von den historischen Hintergebäuden nichts erhalten bzw. kein Denkmalwert. | 09280901 |
| Direkt Bild zu diesem Denkmal hochladen | Wohnhaus in geschlossener Bebauung, mit zwei Läden mit originaler Front | Elisabethstraße 42 (Karte)                                                       | 1870er Jahre, Fassade 1920er Jahre verändert                                                                                                 | Baugeschichtlich und städtebaulich von Bedeutung. Haus im Kern sicher 19. Jahrhundert, Fassade aber 20er Jahre (konservativ). Erdgeschoss verkleidet mit poliertem Stein. Hofgebäude unter denkmalpflegerischem Aspekt uninteressant. | 09280902 |
| Weitere Bilder                          | Deutsche Bank; Wohn- und Geschäftshaus in geschlossener Bebauung und Ecklage | Elisabethstraße 43 (Karte)                                                       | Um 1870 | Baugeschichtlich und platzbildprägend von Bedeutung. Kern des Baus um 1870, Fassade 1920er Jahre. Aufnahme sämtlicher Motive der Fassadengestaltung aus 1870er Jahren (Pilaster, oben Mezzanin, Eckbalkons mit Karyatiden). Medaillons mit vielen symbolischen Darstellungen, den Handel betreffend. Läden mit originaler Front. | 09280903 |
| Weitere Bilder                          | Wohnhaus | Emmerichstraße 1 (Karte)                                                         | 1870er Jahre | Repräsentativ mit Karyatiden, baugeschichtlich von Bedeutung | 09282633 |
|                                         | Mietshaus in geschlossener Bebauung | Emmerichstraße 2 (Karte)                                                         | Um 1900 | Städtebaulich von Bedeutung, alte Treppenhausausstattung | 09281298 |
|                                         | Mietshaus in geschlossener Bebauung, mit zwei Hofflügeln | Emmerichstraße 3 (Karte)                                                         | 1869 | Bauherr war Zimmermeister Geittner, baugeschichtlich und städtebaulich von Bedeutung. Haus mit Seitenrisaliten und Mezzanin. Eingangsbereich mit Stuckprofilen, schöne Treppenhausfenster, teilweise geätzt. Beide Seitenflügel mit Veranden. Im Haus Fußbodenkacheln. | 09281299 |
|                                         | Mietshaus in geschlossener Bebauung | Emmerichstraße 4 (Karte)                                                         | 1880er Jahre | Baugeschichtlich und städtebaulich von Bedeutung. Seitenrisalite, drittes Obergeschoss in Mitte neu oder verändert. Eingangsbereich Stuck, Pilaster, Medaillons. Fußbodenkacheln, auch im Treppenhaus. | 09281300 |
|                                         | Mietshaus in geschlossener Bebauung | Emmerichstraße 5 (Karte)                                                         | 1890er Jahre | Klinker, baugeschichtlich und städtebaulich von Bedeutung | 09281301 |
|                                         | Mietshaus in geschlossener Bebauung | Emmerichstraße 6 (Karte)                                                         | 1890er Jahre | Klinker, baugeschichtlich und städtebaulich von Bedeutung | 09281302 |
|                                         | Wohnhaus in geschlossener Bebauung | Emmerichstraße 7 (Karte)                                                         | Um 1875 | Städtebaulich von Bedeutung. Konsolfries und Drempel unter der Traufe. Fassade schlicht. | 09281303 |
|                                         | Wohnhaus in geschlossener Bebauung, mit Hofflügel | Emmerichstraße 8 (Karte)                                                         | Um 1880 | Städtebaulich von Bedeutung, Konsolfries und Drempel | 09281304 |
|                                         | Wohnhaus in geschlossener Bebauung, mit Laden | Emmerichstraße 9 (Karte)                                                         | Um 1880 | Baugeschichtlich von Bedeutung, Art-déco-Wandfries im Treppenhaus | 09281305 |
|                                         | Wohnhaus in geschlossener Bebauung | Emmerichstraße 10 (Karte)                                                        | Um 1880 | Städtebaulich von Bedeutung. Fassade wohl etwas geglättet, aber noch die alten Fensterverdachungen und Gesimse. | 09281306 |
|                                         | Mietshaus in geschlossener Bebauung | Emmerichstraße 11 (Karte)                                                        | 1880er Jahre | Städtebaulich von Bedeutung, Fassade schlicht | 09281307 |
|                                         | Mietshaus in geschlossener Bebauung | Emmerichstraße 12 (Karte)                                                        | 1880er Jahre | Städtebaulich von Bedeutung. Altes Hauptgesims kaputt. | 09281308 |
|                                         | Mietshaus in geschlossener Bebauung | Emmerichstraße 13 (Karte)                                                        | Um 1880 | Städtebaulich von Bedeutung, Balkenkopffries | 09281309 |
|                                         | Mietshaus in geschlossener Bebauung | Emmerichstraße 14 (Karte)                                                        | 1880er Jahre | Städtebaulich von Bedeutung | 09281310 |
|                                         | Mietshaus in geschlossener Bebauung | Emmerichstraße 15 (Karte)                                                        | Um 1880 | Städtebaulich von Bedeutung. Eingangsbereich Stuck an der Decke, Medaillon. Reste geätzter Treppenhausfenster. | 09281311 |
|                                         | Mietshaus in geschlossener Bebauung | Emmerichstraße 16 (Karte)                                                        | 1890er Jahre | Klinker, städtebaulich von Bedeutung, Fußbodenkacheln | 09281312 |
|                                         | Wohnhaus in geschlossener Bebauung | Emmerichstraße 25 (Karte)                                                        | 1870er Jahre | Baugeschichtlich und städtebaulich von Bedeutung. Aufbau noch klassisch mit Mittelrisalit, Stilelemente der Neorenaissance, Eingangsbereich Art-déco-Malerei. | 09280833 |
|                                         | Mietshaus in geschlossener Bebauung und Hofgebäude | Emmerichstraße 26 (Karte)                                                        | 1890er Jahre | Baugeschichtlich und städtebaulich von Bedeutung. Hofgebäude längs in die Tiefe, Hofdurchfahrt ein Band mit Schablonenmalerei, im Treppenhaus sparsam Decken-Schablonenmalerei. Historismusfassade. | 09280834 |
|                                         | Mietshaus in geschlossener Bebauung und Hofgebäude | Emmerichstraße 27 (Karte)                                                        | 1880er Jahre | Baugeschichtlich und städtebaulich von Bedeutung. Hofdurchfahrt mit Schablonenfries. Hofgebäude längs in die Tiefe des Grundstücks. Fassade mit Stilelementen der Neorenaissance. | 09280835 |
|                                         | Mietshaus in geschlossener Bebauung | Emmerichstraße 28 (Karte)                                                        | 1890er Jahre | Baugeschichtlich und städtebaulich von Bedeutung | 09280836 |
|                                         | Mietshaus in geschlossener Bebauung | Emmerichstraße 29 (Karte)                                                        | 1890er Jahre | Baugeschichtlich und städtebaulich von Bedeutung | 09280837 |
|                                         | Mietshaus in geschlossener Bebauung | Emmerichstraße 30 (Karte)                                                        | 1880er Jahre | Baugeschichtlich und städtebaulich von Bedeutung | 09280838 |
|                                         | Mietshaus in geschlossener Bebauung, Eckhaus zur Theodor-Körner-Straße | Emmerichstraße 31 (Karte)                                                        | 1880er Jahre | Baugeschichtlich und städtebaulich von Bedeutung. Ecke hochgezogen. Reich gegliederte Putzfassade. Ehemals mit Eckladen. | 09280839 |
|                                         | Mietshaus in geschlossener Bebauung, mit Laden mit originaler Front | Emmerichstraße 32 (Karte)                                                        | 1890er Jahre | Eckhaus zur Körnerstraße, baugeschichtlich und städtebaulich von Bedeutung | 09280840 |
|                                         | Mietshaus in geschlossener Bebauung | Emmerichstraße 36 (Karte)                                                        | Nach 1895 | Baugeschichtlich und städtebaulich von Bedeutung. Im ersten und zweiten Obergeschoss Balkons mit Gittern. | 09281657 |
|                                         | Mietshaus in geschlossener Bebauung | Emmerichstraße 37 (Karte)                                                        | Nach 1895 | Baugeschichtlich und städtebaulich von Bedeutung. Reste geätzter Fenster. | 09281656 |
|                                         | Mietshaus in geschlossener Bebauung | Emmerichstraße 38 (Karte)                                                        | Nach 1895 | Baugeschichtlich und städtebaulich von Bedeutung. Im ersten und zweiten Obergeschoss Balkons mit schmiedeeisernen Gittern in der Mitte. | 09281655 |
|                                         | Mietshaus in geschlossener Bebauung | Emmerichstraße 39 (Karte)                                                        | 1893 | Bauherr war der Bauunternehmer Karl Rietz, Klinker, baugeschichtlich und städtebaulich von Bedeutung. Am gesamten Gebäude rundbogige Fenster. Balkon im ersten und zweiten Obergeschoss fehlt, Balkon im zweiten Obergeschoss ehemals mit schmiedeeisernem Gitter. | 09281654 |
|                                         | Mietshaus in geschlossener Bebauung | Emmerichstraße 40 (Karte)                                                        | Nach 1895 | Baugeschichtlich und städtebaulich von Bedeutung | 09281653 |
|                                         | Mietshaus in geschlossener Bebauung, mit Laden mit alter Schrift „Fleischerei“ | Emmerichstraße 41 (Karte)                                                        | Nach 1895 | Baugeschichtlich und städtebaulich von Bedeutung. Laden mit neuer Front und Innengestaltung. Links am ersten, zweiten und dritten Obergeschoss Balkons mit Gittern. | 09281652 |
|                                         | Mietshaus in geschlossener Bebauung | Emmerichstraße 42 (Karte)                                                        | 1897 | Baugeschichtlich und städtebaulich von Bedeutung. In Mitte erstes, zweites und drittes Obergeschoss geschwungene Balkons mit Gittern. Im Treppenhaus geätzte Fenster. | 09281651 |
|                                         | Mietshaus in geschlossener Bebauung | Emmerichstraße 42a (Karte)                                                       | 1890er Jahre | Baugeschichtlich und städtebaulich von Bedeutung. Links im ersten, zweiten und dritten Obergeschoss konvexe Balkons mit Gittern. | 09281650 |
|                                         | Mietshaus in geschlossener Bebauung, mit Laden | Emmerichstraße 43 (Karte)                                                        | 1890er Jahre | Baugeschichtlich und städtebaulich von Bedeutung. Erstes und zweites Obergeschoss Mittelbalkons mit schmiedeeisernen Gittern, Ladenfront nicht ganz alt. | 09280802 |
|                                         | Mietshaus in geschlossener Bebauung | Emmerichstraße 44 (Karte)                                                        | 1890er Jahre | Baugeschichtlich und städtebaulich von Bedeutung. Mitte erstes, zweites und drittes Obergeschoss Balkons mit schmiedeeisernen Gittern. | 09280801 |
|                                         | Mietshaus in geschlossener Bebauung | Emmerichstraße 45 (Karte)                                                        | 1893 | Mietshaus in geschlossener Bebauung; Fassade geglättet, Gesimse und das Innere vollkommen original erhalten, baugeschichtlich und städtebaulich von Bedeutung | 09306734 |
|                                         | Mietshaus in geschlossener Bebauung | Emmerichstraße 46 (Karte)                                                        | 1890er Jahre | Baugeschichtlich und städtebaulich von Bedeutung | 09280800 |
|                                         | Mietshaus in geschlossener Bebauung | Emmerichstraße 48 (Karte)                                                        | 1890er Jahre | Baugeschichtlich und städtebaulich von Bedeutung | 09280799 |
|                                         | Mietshaus in geschlossener Bebauung | Emmerichstraße 52 (Karte)                                                        | 1890er Jahre | Baugeschichtlich und städtebaulich von Bedeutung. Treppenhaus schöne, teilweise geätzte Fenster und Fußbodenkacheln. | 09280803 |
|                                         | Mietshaus in geschlossener Bebauung | Emmerichstraße 53 (Karte)                                                        | 1890er Jahre | Baugeschichtlich und städtebaulich von Bedeutung. Erdgeschoss leicht verändert, Treppenhaus teilweise geätzte Fenster, Fußbodenkacheln. | 09280804 |
| Weitere Bilder                          | Molkerei mit Verkaufs- und Pfortengebäude, Verwaltungsgebäude, Gebäude der Flaschenabfüllung sowie Einfriedung | Emmerichstraße 54, 55 (Karte)                                                    | Molkerei 1920er Jahre; Verwaltungsbau 1882                                                                                                   | Baugeschichtlich und ortsgeschichtlich von Bedeutung. Beschreibung von 1993: Das Vorderhaus besteht nur aus Erdgeschoss und einem großen, gebrochenen Walmdach. Zur Fabrikeinfahrt hin (nach rechts) Funktion eines Pförtnerhauses. Das Haus steht angeblich auf einem Brunnen und soll deshalb abgerissen werden. Zum Haus gehört die Einfriedung mit dem Hofeinfahrtsgitter, um den Ersten Weltkrieg. Das Hofgebäude, also die Molkerei, wurde möglicherweise 1882 gebaut und in den 1920er Jahren innen etwas verändert. So zum Beispiel Wandverkleidungen mit Mutz-Keramik. Dazu Fußbodenkacheln und eisernes Treppengeländer. 2. April 2002: Abbruch des Kesselhauses genehmigt. 2005 erfolgt. Verkaufsgebäude in der ansonsten geschlossenen Straßenbebauung eingeschossig im Stil der Heimatschutzbewegung, Verwaltungsgebäude in deutscher Neorenaissance, Flaschenabfüllung basilikal mit erhöhtem Mittelschiff, Konstruktion besteht aus Stahlbeton mit eingespannten verputzten Mauern. | 09280805 |
|                                         | Mietshaus in vom Typus geschlossener Bebauung | Emmerichstraße 56 (Karte)                                                        | Um 1895 | Baugeschichtlich und städtebaulich von Bedeutung. Treppenhaustüren und -fenster alle sehr schön mit geätzten Scheiben (nicht überall erhalten), Fußbodenkacheln. | 09280807 |
|                                         | Mietshaus in geschlossener Bebauung | Emmerichstraße 57 (Karte)                                                        | Bezeichnet mit 1899 | Klinker, baugeschichtlich und städtebaulich von Bedeutung. Erstes und zweites Obergeschoss Balkons mit schmiedeeisernen Gittern, Fußbodenkacheln, farbig geätzte Treppenhausfenster. Hofseitig verglaste Holzveranden. | 09280808 |
|                                         | Mietshaus in geschlossener Bebauung, mit Läden mit originaler Front | Emmerichstraße 58 (Karte)                                                        | Bezeichnet mit 1894 | Klinker, baugeschichtlich und städtebaulich von Bedeutung. Architekturgliederung aus gelbem Klinker, dazwischen Putz. Läden mit originaler Front. Balkons am rechten Teil abgemacht. Hofdurchfahrt Stuckprofile. Treppenhausfenster schön geätzt. | 09280809 |
|                                         | Mietshaus in geschlossener Bebauung | Emmerichstraße 59 (Karte)                                                        | Um 1895 | Klinker, baugeschichtlich und städtebaulich von Bedeutung. An der Fassade eingesetzte Spiegel aus Glas mit Rokoko-Ornamenten (zwei Stück kaputt). Eingangsbereich Stuck in Kehle, Fußbodenkacheln auch im Treppenhaus. Toll bemalte und geätzte Treppenhausfenster, figürliche und ornamentale Motive. | 09280810 |
|                                         | Mietshaus in geschlossener Bebauung | Emmerichstraße 60 (Karte)                                                        | Um 1895 | Baugeschichtlich und städtebaulich von Bedeutung. Hofdurchfahrt Stuck und Deckenmalerei, sehr hübsch, unter anderem ein illusionistischer Himmelsblick. Treppenhausfenster zur Restaurierung. | 09280811 |
|                                         | Mietshaus in geschlossener Bebauung | Emmerichstraße 61 (Karte)                                                        | Um 1895 | Baugeschichtlich und städtebaulich von Bedeutung. Erstes und zweites Obergeschoss Balkons mit Gittern. Windfangtüren und Treppenhausfenster geätzt. Hofseitig verglaste Holzveranden. Fassade spielt ins Barocke. | 09280812 |
|                                         | Mietshaus in geschlossener Bebauung | Emmerichstraße 62 (Karte)                                                        | Um 1895 | Klinker, baugeschichtlich und städtebaulich von Bedeutung. Eingangsbereich ein Fries mit Schablonenmalerei, Treppenhaus Reste schöner Deckenmalerei. Vorgetäuschte Wandmarmorierung. Treppenhausfenster geätzt. | 09280813 |
|                                         | Mietshaus mit Eckladen, Eckhaus zur James-von-Moltke-Straße | Emmerichstraße 63 (James-von-Moltke-Straße 17) (Karte)                           | 1867/68 | Bauherr Maurerpolier Julius Zesche, baugeschichtlich und städtebaulich von Bedeutung. Entlang der Emmerichstraße frei stehend. | 09281329 |
|                                         | Mietshaus in geschlossener Bebauung, mit linkem Hofflügel | Emmerichstraße 66 (Karte)                                                        | Um 1890 | Baugeschichtlich und städtebaulich von Bedeutung | 09281331 |
|                                         | Mietshaus in geschlossener Bebauung | Emmerichstraße 67 (Karte)                                                        | 1890er Jahre | Baugeschichtlich und städtebaulich von Bedeutung. Treppenhaus Reste geätzter Fenster. | 09281285 |
|                                         | Mietshaus in geschlossener Bebauung mit Vorgarten und Einfriedung | Emmerichstraße 68 (Karte)                                                        | 1902 | Bauherr Ölfabrikant Julius Ziegler, dahinter dessen großes Fabrikgrundstück, baugeschichtlich und städtebaulich von Bedeutung. Häuserfront springt hier zurück, Haus mit weißen Verblendziegeln mit Putz. Treppenhaus schön geätzte Fenster. Schmiedeeiserne Einfriedung in der Hecke am Vorgarten versteckt. Im Hof gewerbliche Bauten. | 09281286 |
|                                         | Mietshaus in geschlossener Bebauung mit Vorgarten | Emmerichstraße 69 (Karte)                                                        | Um 1900 | Klinker, baugeschichtlich und städtebaulich von Bedeutung. Treppenhaus geätzte Fenster und Reste Wandmalerei (Jugendstil). | 09281287 |
|                                         | Mietshaus in geschlossener Bebauung mit Vorgarten und Einfriedung | Emmerichstraße 70 (Karte)                                                        | 1903 | Baugeschichtlich und städtebaulich von Bedeutung. Weiß und grün glasierte Verblendziegel, Erdgeschoss und erstes Obergeschoss Putz. Erker erstes und zweites Obergeschoss, drittes Obergeschoss Balkon. Eingangsbereich und Treppenhaus Reste Wandmalerei. | 09281288 |
|                                         | Mietshaus in geschlossener Bebauung mit Vorgarten und Einfriedung | Emmerichstraße 71 (Karte)                                                        | Um 1900 | Teils Klinker, baugeschichtlich und städtebaulich von Bedeutung. Gliederungselemente und Erdgeschoss Klinker, Flächen teilweise Putz. | 09281289 |
|                                         | Mietshaus mit Laden in geschlossener Bebauung und Vorgarten | Emmerichstraße 72 (Karte)                                                        | 1890er Jahre | Baugeschichtlich und städtebaulich von Bedeutung. Hofdurchfahrt zwei Deckenbilder. Ladenfront verändert. | 09281290 |
|                                         | Mietshaus in geschlossener Bebauung | Emmerichstraße 73 (Karte)                                                        | 1890er Jahre | Baugeschichtlich und städtebaulich von Bedeutung. Tor zur Hofdurchfahrt neu. Ehemaliger Vorgarten zur Terrasse umgewandelt, diese mit neuer Einfriedung. | 09281291 |
|                                         | Mietshaus in geschlossener Bebauung mit Vorgarten und Einfriedung | Emmerichstraße 74 (Karte)                                                        | 1890er Jahre | Baugeschichtlich und städtebaulich von Bedeutung | 09281292 |
|                                         | Mietshaus in geschlossener Bebauung mit Vorgarten und Einfriedung | Emmerichstraße 75 (Karte)                                                        | 1890er Jahre | Baugeschichtlich und städtebaulich von Bedeutung | 09281293 |
|                                         | Mietshaus in geschlossener Bebauung mit Vorgarten und Einfriedung | Emmerichstraße 76 (Karte)                                                        | 1890er Jahre | Baugeschichtlich und städtebaulich von Bedeutung. Balkon fehlt, Seitenflügel mit Holzveranden. | 09281294 |
|                                         | Mietshaus in geschlossener Bebauung, mit rechtem Seitenflügel sowie Vorgarten und Einfriedung | Emmerichstraße 77 (Karte)                                                        | 1890er Jahre | Klinker, baugeschichtlich und städtebaulich von Bedeutung | 09281295 |
|                                         | Mietshaus in geschlossener Bebauung mit Vorgarten und Einfriedung | Emmerichstraße 78 (Karte)                                                        | 1890er Jahre | Baugeschichtlich und städtebaulich von Bedeutung. Hofdurchfahrt Pilastergliederung, Stuckprofile schönes Gitter hinter dem Haus. Ungewöhnliches Treppenhaus mit gusseisernem Geländer und schönen Fenstern. | 09281296 |
|                                         | Katholisches Vereinshaus mit Gesellenhospiz; St. Stephanushaus; Vereinshaus in geschlossener Bebauung mit Vorgarten und Einfriedung | Emmerichstraße 79 (Karte)                                                        | Bezeichnet mit 1889 | Baugeschichtlich und ortsgeschichtlich von Bedeutung. Inschrift: „Dieses Haus begründete zu Gottes Ehre und der Brüder Wohle der Geistliche Rath Franz Gyrdt gest. in Görlitz am 22. Mai 1888“. Akten im Ordinariat Ossietzkystraße 41, heute St. Stephanushaus. Im Grundstück der Bau von Kegelbahn und Kolonnade, diese keine Einzeldenkmale. | 09281297 |
| Weitere Bilder                          | Gartenanlage Ölberg mit Ölbaum, Einfriedungshecke, Wegesystem, Hauptgartenachse, Obstwiesen, Rosenterrasse und Teich | Friedhofstraße (Karte)                                                           | 1923–1930 | Gärtnerische Gestaltung erst in den 1920er Jahren, im Gelände auch Jüngerwiese und der Bach Kidron (hier symbolischer Name für die Lunitz), die Anlage des Ölberges ist mit dem Heiligen Grab (siehe Heilige-Grab-Straße 79, Objekt 09281604) und mit dem Kreuzweg (Straßen der Stadt von der Stadtkirche St. Peter und Paul bis zum Heiligen Grab) im Zusammenhang zu sehen, gartenkünstlerisch, wissenschaftlich, geschichtlich von überregionaler Bedeutung. Gelände 1896 noch im Besitz von G. Hagspihl. Spätestens 1919 Stadtbesitz. Die Bezeichnungen Ölbaum, Jüngerplatz und Bach Kidron sind seit Bestehen des Heiligen Grabes vorhanden und so genannt. Einzig erhaltener Gesamtentwurf von 1927. Sachse: „Eine Nutzung des Geländes als Obstgarten bildet also das Grundgerüst des Entwurfs. Dem kommt die geschichtliche Bedeutung des Grundstücks zugute, ist doch auch der Jerusalemer Ölberg eine Art Obstgarten gewesen.“ | 09280106 |
| Weitere Bilder                          | Rothenburger Versicherung (RAV); Versicherungsgebäude mit Einfriedungsmauer und Übergang zum Haus Brückenstraße 1 | Furtstraße 1 (Karte)                                                             | 1914 | Reich gestaltete Fassade im Reformstil der Zeit, baugeschichtlich und künstlerisch von Bedeutung. Innenarchitektur erhalten, außen viel Reliefplastik von Leopold Armbruster, darunter figürliche Motive. Am Übergang zwei Figurengruppen aus Bronze. | 09281284 |
|                                         | Wohnhaus in geschlossener Bebauung, Eckladen mit Fassade um 1910, Eckhaus | Gartenstraße 1 (Hauptanschrift: Konsulstraße 11) (Karte)                         | 1877 | Bauherr war der Maurermeister C. Frenzel, baugeschichtlich und straßenbildprägend von Bedeutung | 09281260 |
|                                         | Wohnhaus in geschlossener Bebauung | Gartenstraße 1a (Karte)                                                          | 1870er Jahre | Eine Fassade mit Nummer 2, städtebaulich von Bedeutung. Fassade geglättet, aber alter Konsolfries am Hauptgesims, Mittelrisalit mit Attika hochgezogen. Treppenhausfenster buntes Bleiglas, teils geätzt. | 09281138 |
|                                         | Wohnhaus in geschlossener Bebauung | Gartenstraße 2 (Karte)                                                           | 1870er Jahre | Eine Fassade mit Nummer 1a, städtebaulich von Bedeutung. Fassade geglättet, aber Eingangsbereich Stuck, bunte geätzte Fenster im Treppenhaus. | 09281139 |
|                                         | Wohnhaus in geschlossener Bebauung | Gartenstraße 3 (Karte)                                                           | 1870er Jahre | Repräsentative Fassade mit Stilelementen der Neorenaissance, baugeschichtlich und städtebaulich von Bedeutung | 09281142 |
|                                         | Wohnhaus in geschlossener Bebauung (heute zum Krankenhaus gehörig) | Gartenstraße 4 (Karte)                                                           | 1870er Jahre | Repräsentative Fassade mit Stilelementen der Neorenaissance, baugeschichtlich und städtebaulich von Bedeutung. Schöne Jugendstil-Windfangtür. | 09281143 |
|                                         | Wohnhaus in geschlossener Bebauung | Gartenstraße 5 (Karte)                                                           | 1870er Jahre | Baugeschichtlich und städtebaulich von Bedeutung, drittes Obergeschoss entstellend verändert | 09281144 |
|                                         | Wohnhaus in geschlossener Bebauung | Gartenstraße 6 (Karte)                                                           | 1870er Jahre | Ab etwa 1913 Eigentümer Selesia-Loge Nummer 1 von Schlesien e.V, ortsgeschichtlich und städtebaulich von Bedeutung. Wohnhaus sicher auch 1870er Jahre, erkennbar an der Fassadenaufteilung mit Mittelrisalit, Fassade aber im 20. Jahrhundert geglättet. Wichtig wegen der städtebaulichen Einbindung und der originalen Treppenhausausstattung, auch geätzte Fenster. | 09281145 |
|                                         | Verwaltungsbau, zurückgesetzt, mit Vorgarten | Gartenstraße 7 (Karte)                                                           | Um den Ersten Weltkrieg | Gebaut von der Silesia-Loge aus dem Nachbarhaus Nummer 6, Gebäude im Reformstil, später Gemeindehaus der Landeskirchlichen Gemeinschaft, baugeschichtlich und ortsgeschichtlich von Bedeutung. Gliederung für die Zeit typisch mit Kolossalpilastern. Ehemals Verwaltungsgebäude? | 09281146 |
|                                         | Wohnhaus in geschlossener Bebauung | Gartenstraße 8 (Karte)                                                           | 1870er Jahre | Städtebaulich von Bedeutung, drittes Obergeschoss entstellend geglättet | 09281147 |
|                                         | Wohnhaus in geschlossener Bebauung | Gartenstraße 9 (Karte)                                                           | 1870er Jahre | Baugeschichtlich und städtebaulich von Bedeutung, Mittelrisalit mit Dreiecksgiebel | 09281148 |
|                                         | Wohnhaus, Eckhaus, Gartenstraßenseite für geschlossene Bebauung konzipiert | Gartenstraße 10 (Hauptanschrift: James-von-Moltke-Straße 49) (Karte)             | 1860er Jahre | Fassade mit überhöhter Ecke, städtebaulich und straßenbildprägend von Bedeutung. Eckerker Erdgeschoss Haus axialsymmetrisch identisch mit gegenüber liegendem Haus Moltke-Straße 48. Torsituation. | 09281149 |
|                                         | Wohnhaus in geschlossener Bebauung, Eckhaus | Gartenstraße 11 (Hauptanschrift: James-von-Moltke-Straße 48) (Karte)             | 1870er Jahre | Fassade mit überhöhter Ecke, städtebaulich und straßenbildprägend von Bedeutung. Fassade teilweise geglättet. Eckerker im Erdgeschoss zur Gartenstraße frei stehend. Eingangsbereich Pilaster und Stuck. Treppenhausfenster schön bunt geätzt. | 09281128 |
|                                         | Wohnhaus, vom Typus in geschlossener Bebauung | Gartenstraße 14 (Karte)                                                          | 1870er Jahre | Baugeschichtlich und städtebaulich von Bedeutung. Klassischer Aufbau mit Seitenrisaliten. | 09281129 |
|                                         | Wohnhaus in geschlossener Bebauung | Gartenstraße 15 (Karte)                                                          | 1870er Jahre | Putzfassade in Neorenaissance, teils noch klassizistisch, baugeschichtlich und städtebaulich von Bedeutung. Fassade symmetrisch mit vierachsigem Mittelteil mit flachem Dreiecksgiebel, hier im ersten Obergeschoss Bedachungen in flachen Dreiecken und im zweiten Obergeschoss in Segmentbögen. In der Mitte großes rundbogiges Portal. | 09281130 |
|                                         | Wohnhaus in geschlossener Bebauung | Gartenstraße 16 (Karte)                                                          | 1870er Jahre | Fassade geglättet, aber altes Fassadenraster und Stuck in der Einfahrt, baugeschichtlich von Bedeutung | 09281131 |
|                                         | Wohnhaus in geschlossener Bebauung | Gartenstraße 17 (Karte)                                                          | 1870er Jahre | Bauherren Maurermeister Bosse und Zimmermeister Schulz, baugeschichtlich und städtebaulich von Bedeutung. Fassade etwas geglättet, aber Pilaster in der Hofeinfahrt, Treppenhaus mit alter Ausstattung und schönen geätzten Fenstern. | 09281132 |
|                                         | Wohnhaus in geschlossener Bebauung | Gartenstraße 18 (Karte)                                                          | 1870er Jahre | Baugeschichtlich und städtebaulich von Bedeutung. Fassade im 20. Jahrhundert geglättet, Pilaster in der Hofeinfahrt, altes Treppenhaus mit originalen Türen und geätzten Fenstern, Hofdurchfahrt Tor zum Hof mit schönem Fenster mit Malerei mit Weinlaubkranz. | 09281133 |
|                                         | Wohnhaus in geschlossener Bebauung | Gartenstraße 19 (Karte)                                                          | 1870er Jahre | Baugeschichtlich und städtebaulich von Bedeutung. Treppenhaus schöne bunte Bleiglasfenster um 1905. | 09281134 |
|                                         | Wohnhaus in geschlossener Bebauung | Gartenstraße 19a (Karte)                                                         | 1870er Jahre | Baugeschichtlich und städtebaulich von Bedeutung | 09281135 |
|                                         | Mietshaus in geschlossener Bebauung | Gartenstraße 20 (Karte)                                                          | 1889 | Aufwändige Klinkerfassade, baugeschichtlich und städtebaulich von Bedeutung, Klinkerbau mit Stuck | 09281136 |
|                                         | Wohnhaus in geschlossener Bebauung | Gartenstraße 21 (Karte)                                                          | Um 1880 | Baugeschichtlich und städtebaulich von Bedeutung, Fassade Pilastergliederung | 09281137 |
|                                         | Wohnhaus in geschlossener Bebauung, Eckhaus zur Konsulstraße | Gartenstraße 22 (Karte)                                                          | Um 1870 | Baugeschichtlich und städtebaulich von Bedeutung, Eckgestaltung mit Attika | 09281261 |
| Direkt Bild zu diesem Denkmal hochladen | Straßenbrücke über die Eisenbahnstrecke Görlitz-Berlin | Girbigsdorfer Straße (Karte)                                                     | 2. Hälfte 19. Jahrhundert | Technikgeschichtlich von Bedeutung. Blechbalkenbrücke, genietet. | 09283056 |
| Weitere Bilder                          | Städtisches Klinikum (Sachgesamtheit) | Girbigsdorfer Straße 1, 2, 3 (Heilige-Grab-Straße 40; Zeppelinstraße 49) (Karte) | 1901–1915 | Sachgesamtheit Städtisches Klinikum mit folgenden Einzeldenkmalen: die Krankenhausgebäude B, C und D (Girbigsdorfer Straße 1-3) Haus G (Zeppelinstraße 49), Haus F als Kesselhaus, das Schwesternwohnheim im Nordwesten des Geländes, das Wandbild im Foyer des 1972 gebauten Hauses H, ein Kriegerdenkmal und ein Brunnen im Patientengarten nördlich von Haus G und Einfriedungsmauern mit Toren und Zufahrten (siehe Einzeldenkmalliste unter gleicher Anschrift, Obj. 09281675), die Chefarztvilla (siehe Einzeldenkmalliste Heilige-Grab-Straße 40, Obj. 09281677) sowie der Krankenhausgarten mit seinen Gartenteilen wie Vorgärten, Gartenhöfen und Patientengärten mit ihren Wegesystemen und Altbaumbeständen (Gartendenkmal); baugeschichtlich und sozialgeschichtlich von Bedeutung. | 09302671 |
| Weitere Bilder                          | Die Krankenhausgebäude B, C und D (Girbigsdorfer Straße 1-3), Haus G (Zeppelinstraße 49), Haus F als Kesselhaus, das Schwesternwohnheim im Nordwesten des Geländes, das Wandbild im Foyer des 1972 gebauten Hauses H, ein Kriegerdenkmal und ein Brunnen im Patientengarten nördlich von Haus G sowie Einfriedungsmauern mit Toren und Zufahrten (siehe auch Sachgesamtheitsdokument Obj. 09302671) | Girbigsdorfer Straße 1, 2, 3 (Karte)                                             | 1901–1905 (Krankenhausbestandteil); 1901–1905 (Haus B, C, D, G); 1901–1905 (Haus F); nach 1918 (Kriegerdenkmal); 1972 (Wand- und Deckenbild) | Einzeldenkmale der Sachgesamtheit Städtisches Klinikum; Architekt der alten Bauten Heino Schmieden, dessen Bauten miteinander durch Gänge verbundene, in Klinker ausgeführte Häuser, baugeschichtlich und sozialgeschichtlich von Bedeutung, das Wandbild Zeugnis der angewandten Kunst seiner Zeit in der DDR. Klinikkomplex Klinker mit kleinen Putzfeldern, bei Frauenklinik Veranden im Erdgeschoss und ersten Obergeschoss (Eisenkonstruktion), Hauptbau (Haus B und C) mit zahlreichen Freitreppen mit Eisengeländern, an einem Querflügel Fenster teilweise zugesetzt und mit Plastefenstern (Kunststoff) versehen, urologische Station und Ambulanz, Wohnheim: Putzbau mit Fensterläden, Bruchsteinsockel, originales Holztreppenhaus mit viereckigem Treppenauge, Türen, an Girbigsdorfer Straße „Jede Schwesternarbeit ist Nächstenliebe“, rechts vom Eingang Putzritzungsbild mit drei Schwestern, veränderter Dachausbau, an Längsseite halbrunder Gartensaal, viel Granit verwendet. Das Wandbild in Haus H als dessen ursprünglicher Bestandteil mit Szenen aus Sport und Freizeit der Bevölkerung. Das monochrome Bild ist in ein gipsartiges Material eingeritzt und gespachtelt und mit einer metallen schimmernden Schicht überzogen. Künstler N. Völker. | 09281675 |
|                                         | Mietshaus mit Laden in geschlossener Bebauung, Eckhaus | Gobbinstraße 1 (Karte)                                                           | Um 1905 | Baugeschichtlich von Bedeutung | 09280640 |
|                                         | Mietshaus in geschlossener Bebauung | Gobbinstraße 2 (Karte)                                                           | Um 1887 | Aufwändige Historismusfassade, baugeschichtlich und städtebaulich von Bedeutung | 09280641 |
|                                         | Mietshaus in geschlossener Bebauung | Gobbinstraße 3 (Karte)                                                           | 1885/1890 | Aufwändige Historismusfassade, baugeschichtlich und städtebaulich von Bedeutung | 09280642 |
|                                         | Mietshaus in geschlossener Bebauung | Gobbinstraße 4 (Karte)                                                           | 1885/1890 | Ausgewogene Klinkerfassade, baugeschichtlich und städtebaulich von Bedeutung | 09280643 |
|                                         | Arbeitsamt | Gobbinstraße 5, 6 (Karte)                                                        | Um 1936 | Mächtiger Backsteinbau, heute Polizeigebäude, baugeschichtlich und ortsgeschichtlich von Bedeutung. Nach hinten abgestuft mit zwei Flügelstümpfen zum Hof, ein für 1938 geplanter Erweiterungsbau nach rechts kam nicht zur Ausführung. | 09280644 |
|                                         | Zwei Gebäude einer Umformerstation, zur Straße Akkumulatorengebäude, dahinter Umformerstation | Gobbinstraße 11 (Karte)                                                          | 1912 (Akkumulatorengebäude); 1911–1913 (Umformerstation)                                                                                     | Baugeschichtlich und ortsgeschichtlich von Bedeutung. Akkumulatorengebäude mit dreigeschossigem linken Teil mit Zeltdach und rechtem zweigeschossigen Teil mit Satteldach, beides Backstein 1912. Umformerstation 1911–1913, linker Teil mit Walmdach, gebaut vom Magistrat. | 09280645 |
|                                         | Feuerwache mit acht Wohnungen | Gobbinstraße 12 (Karte)                                                          | 1926 | Erbaut von der Stadt Görlitz, anspruchsvolle expressionistische Architektur, siehe auch Krölstraße 26, baugeschichtlich und ortsgeschichtlich von Bedeutung. Backstein, Stufengiebel. | 09280646 |
|                                         | Mietshaus in geschlossener Bebauung | Gobbinstraße 13 (Karte)                                                          | Nach 1890 | Baugeschichtlich und städtebaulich von Bedeutung | 09280647 |
|                                         | Mietshaus in geschlossener Bebauung | Gobbinstraße 14 (Karte)                                                          | Nach 1890 | Baugeschichtlich und städtebaulich von Bedeutung | 09280648 |
|                                         | Mietshaus in geschlossener Bebauung, Eckhaus | Gobbinstraße 15 (Karte)                                                          | 1870er Jahre | Städtebaulich von Bedeutung | 09280649 |
|                                         | Mietshaus in geschlossener Bebauung | Grüner Graben 1 (Karte)                                                          | Um 1870 | Baugeschichtlich und städtebaulich von Bedeutung | 09283705 |
|                                         | Mietshaus in geschlossener Bebauung | Grüner Graben 2 (Karte)                                                          | Bezeichnet mit 1890 | Klinker, baugeschichtlich und städtebaulich von Bedeutung. Erdgeschoss entstellend verändert. Rundbogiges Treppenhausfenster. | 09280085 |
|                                         | Mietshaus in geschlossener Bebauung | Grüner Graben 3 (Karte)                                                          | 1885/86 | Neorenaissancefassade, Bauherr war der Privatier Edmund Knoblau, baugeschichtlich und städtebaulich von Bedeutung. Viel Stuck, Konsolfries fehlt. Dekorationsmalerei in Durchfahrt und Treppenhaus. | 09280084 |
|                                         | Wohnhaus in geschlossener Bebauung, Eckhaus zur Sonnenstraße | Grüner Graben 4 (Karte)                                                          | 1870er Jahre | Städtebaulich von Bedeutung. Fassade etwas geglättet, das heißt weniger und gröberer Stuck. Im Eingangsbereich Stuck in der Kehle, Pilaster, Medaillon und rundbogiges Treppenhausfenster. | 09280083 |
| Direkt Bild zu diesem Denkmal hochladen | Mietshaus in geschlossener Bebauung, mit Vorgarten zum Grünen Graben und Einfriedung, Eckhaus | Grüner Graben 4a (Hauptanschrift: Sonnenstraße 19) (Karte)                       | Um 1860 | Baugeschichtlich und städtebaulich von Bedeutung | 09280082 |
|                                         | Wohnhaus in geschlossener Bebauung mit Vorgarten | Grüner Graben 5 (Karte)                                                          | Um 1860 | Baugeschichtlich und städtebaulich von Bedeutung. Sehr schöne filigrane Ornamentik. | 09280097 |
|                                         | Wohnhaus in geschlossener Bebauung mit Vorgarten | Grüner Graben 6 (Karte)                                                          | Um 1860 | Baugeschichtlich und städtebaulich von Bedeutung. Haus mit interessanter Kubatur, zwei Achsen hochgezogen. | 09281877 |
|                                         | Wohnhaus in geschlossener Bebauung mit Vorgarten | Grüner Graben 7 (Karte)                                                          | Um 1860 | Baugeschichtlich und städtebaulich von Bedeutung. Haus mit interessanter Kubatur, zwei seitliche Achsen hochgezogen. Originale Haustür. | 09281878 |
|                                         | Wohnhaus in geschlossener Bebauung mit Vorgarten | Grüner Graben 8 (Karte)                                                          | Um 1860 | Baugeschichtlich und städtebaulich von Bedeutung. Haus mit interessanter Kubatur, zwei Achsen hochgezogen. Originale Haustür. | 09281879 |
|                                         | Wohnhaus in geschlossener Bebauung mit Vorgarten | Grüner Graben 9 (Karte)                                                          | Um 1860 | Baugeschichtlich und städtebaulich von Bedeutung. Haus mit zwei hochgezogenen Achsen. Originale Haustür. | 09281880 |
|                                         | Wohnhaus in geschlossener Bebauung mit Vorgarten | Grüner Graben 10 (Karte)                                                         | Um 1860 | Baugeschichtlich und städtebaulich von Bedeutung. Haus mit zwei hochgezogenen Achsen. Originale Haustür. | 09281881 |
|                                         | Mietshaus in geschlossener Bebauung, zur Hälfte zurückgesetzt, mit Vorgarten | Grüner Graben 11 (Karte)                                                         | Um 1900 | Baugeschichtlich und städtebaulich von Bedeutung. Fassade Jugendstildekor. Hübsches Eingangsgitter. | 09280098 |
|                                         | Mietshaus in geschlossener Bebauung, mit Laden mit originaler Front | Grüner Graben 12 (Karte)                                                         | Um 1880 | Baugeschichtlich von Bedeutung. Schmucklos, groß. | 09280099 |
|                                         | Mietshaus in geschlossener Bebauung | Grüner Graben 13 (Karte)                                                         | Um 1880 | Städtebaulich von Bedeutung, wenig Schmuck. Erdgeschoss Putznutungen. Alte Haustür. | 09280100 |
| Weitere Bilder                          | Werkstatt und Ausstellungsraum des Bildhauers und Steinmetzmeisters Carl Däunert | Grüner Graben 14 (Karte)                                                         | 1893/94 | Ortsgeschichtlich von Bedeutung. Bau nur ebenerdig mit neubarockem Figurenaufsatz. Großes originales Schaufenster. Toranlage mit Zufahrt erhalten. Das als Denkmal dazugehörende Hofgebäude wurde inzwischen abgebrochen (Abbruch war genehmigt worden am 5. Oktober 1998). | 09280101 |
|                                         | Mietshaus in geschlossener Bebauung | Grüner Graben 15 (Karte)                                                         | Um 1885 | Baugeschichtlich und städtebaulich von Bedeutung, Haus mit Knick | 09280102 |
|                                         | Mietshaus mit Läden, vom Typ in geschlossener Bebauung, Eckhaus | Grüner Graben 16 (Hauptanschrift: Pontestraße 1) (Karte)                         | Um 1895 | Läden mit zum Teil originaler Front, baugeschichtlich und städtebaulich von Bedeutung | 09281624 |
|                                         | Wohnhaus in geschlossener Bebauung | Hartmannstraße 2 (Karte)                                                         | 1860er Jahre | Baugeschichtlich und städtebaulich von Bedeutung | 09280678 |
|                                         | Mietshaus in geschlossener Bebauung | Hartmannstraße 3 (Karte)                                                         | Bezeichnet mit 1908 | Baugeschichtlich und städtebaulich von Bedeutung. Jugendstilfassade, etwas desolat. Im Treppenhaus schöne Glasfenster. | 09280679 |
|                                         | Mietshaus in geschlossener Bebauung mit rechtem Hofflügel | Hartmannstraße 4 (Karte)                                                         | Bezeichnet mit 1900 | Aufwändige Putzfassade, baugeschichtlich und städtebaulich von Bedeutung. Schöne Treppenhausfenster und originale Hausausstattung. | 09280680 |
|                                         | Mietshaus in geschlossener Bebauung | Hartmannstraße 5 (Karte)                                                         | Bezeichnet mit 1888 | Errichtet von Schlossermeister G. Miegel, reiche Historismusfassade, baugeschichtlich und städtebaulich von Bedeutung | 09280681 |
|                                         | Mietshaus in geschlossener Bebauung mit linkem Hofflügel | Hartmannstraße 6 (Karte)                                                         | Bezeichnet mit 1886 | Baugeschichtlich und städtebaulich von Bedeutung | 09280682 |
|                                         | Mietshaus in geschlossener Bebauung | Hartmannstraße 7 (Karte)                                                         | 1880er Jahre | Städtebaulich von Bedeutung | 09280683 |
|                                         | Mietshaus in geschlossener Bebauung | Hartmannstraße 8 (Karte)                                                         | 1873 | Bauherr Zimmermeister Julius Rothenburger, städtebaulich von Bedeutung. 1900 Brand der Hintergebäude Fensteröffnungen danach leicht verändert. Baupolizeiakten vorhanden (Hintergebäude von 1868 mit Werkstatt, Comptoir und Pferdestall). Bauherr ebenfalls Zimmermeister Julius Rothenburger. | 09280684 |
|                                         | Mietshaus in geschlossener Bebauung | Hartmannstraße 9 (Karte)                                                         | 1880er Jahre | Städtebaulich von Bedeutung | 09280685 |
|                                         | Mietshaus in geschlossener Bebauung | Hartmannstraße 10 (Karte)                                                        | 1880er Jahre | Städtebaulich von Bedeutung | 09280686 |
| Direkt Bild zu diesem Denkmal hochladen | Wohnhaus mit Laden in geschlossener Bebauung, Eckhaus | Hartmannstraße 13 (Hospitalstraße 26) (Karte)                                    | 1860er Jahre | Ausgewogene Neorenaissancefassade, baugeschichtlich und städtebaulich von Bedeutung | 09280546 |
|                                         | Wohnhaus in geschlossener Bebauung | Hartmannstraße 14 (Karte)                                                        | 1860er Jahre | Baugeschichtlich und städtebaulich von Bedeutung. Originale Hausausstattung mit Dekorationsmalerei. | 09280545 |
| Weitere Bilder                          | Wohnhaus in geschlossener Bebauung | Hartmannstraße 15 (Karte)                                                        | 1860er Jahre | Baugeschichtlich und städtebaulich von Bedeutung. Eine Fassade mit Nummer 16. | 09280543 |
|                                         | Wohnhaus in geschlossener Bebauung | Hartmannstraße 16 (Karte)                                                        | 1860er Jahre | Baugeschichtlich und städtebaulich von Bedeutung. Eine Fassade mit Nummer 15. | 09280544 |
|                                         | Wohnhaus in geschlossener Bebauung | Hartmannstraße 17 (Karte)                                                        | Um 1870 | Sehr reiche Neorenaissancefassade, baugeschichtlich, baukünstlerisch und städtebaulich von Bedeutung | 09280542 |
|                                         | Wohnhaus in geschlossener Bebauung | Hartmannstraße 18 (Karte)                                                        | 1868 | Baugeschichtlich und städtebaulich von Bedeutung | 09280541 |
|                                         | Wohnhaus in geschlossener Bebauung | Hartmannstraße 19 (Karte)                                                        | Um 1875 | Baugeschichtlich und städtebaulich von Bedeutung | 09280537 |
|                                         | Wohnhaus in geschlossener Bebauung | Hartmannstraße 20 (Karte)                                                        | Um 1870 | Städtebaulich von Bedeutung | 09280540 |
|                                         | Wohnhaus in geschlossener Bebauung, mit Hintergebäude | Hartmannstraße 22 (Karte)                                                        | 1857–1867 | Palaisartige Fassade, baugeschichtlich und städtebaulich von Bedeutung | 09280538 |
|                                         | Wohnhaus in geschlossener Bebauung | Hartmannstraße 23 (Karte)                                                        | 1875/1885 | Baugeschichtlich und städtebaulich von Bedeutung | 09280536 |
|                                         | Holzpavillon und massiver Unterbau als transportables Bürogebäude | Heilige-Grab-Straße 1 (Karte)                                                    | 1919 | Quadratischer Grundriss, massiver Unterbau, Holzaufbau eingeschossig mit flachem Zeltdach, in den Bauakten bezeichnet als zerlegbares transportables Bürogebäude System Döcker, von der Christoph & Unmack AG Niesky für die Firma Braeuer und Zander, der größere Unterbau war ein Wasserbehälter der 1832 auf der anderen Seite des Grünen Grabens angelegten Tuchfabrik Bergmann und Krause, baugeschichtlich von Bedeutung | 08992540 |
|                                         | Mietshaus in vom Typ geschlossener Bebauung | Heilige-Grab-Straße 4 (Karte)                                                    | 1868/69 | Mit Seitenrisaliten und Konsolfries, baugeschichtlich und städtebaulich von Bedeutung | 09281623 |
|                                         | Mietshaus in geschlossener Bebauung | Heilige-Grab-Straße 6 (Karte)                                                    | Um 1885 | Baugeschichtlich und städtebaulich von Bedeutung | 09281621 |
|                                         | Mietshaus in geschlossener Bebauung | Heilige-Grab-Straße 7 (Karte)                                                    | Um 1885 | Baugeschichtlich und städtebaulich von Bedeutung | 09281620 |
|                                         | Mietshaus in geschlossener Bebauung | Heilige-Grab-Straße 8 (Karte)                                                    | Um 1885 | Baugeschichtlich und städtebaulich von Bedeutung, durch neuen Laden im Erdgeschoss gestört | 09281619 |
|                                         | Mietshaus in geschlossener Bebauung | Heilige-Grab-Straße 9 (Karte)                                                    | Um 1890 | Baugeschichtlich und städtebaulich von Bedeutung, neuer Laden | 09281618 |
|                                         | Mietshaus in geschlossener Bebauung | Heilige-Grab-Straße 10 (Karte)                                                   | Um 1890 | Baugeschichtlich und städtebaulich von Bedeutung. Fassade recht nackig. | 09281617 |
|                                         | Mietshaus in geschlossener Bebauung, mit Läden mit originaler Front | Heilige-Grab-Straße 11 (Karte)                                                   | Um 1890 | Baugeschichtlich und städtebaulich von Bedeutung | 09281616 |
| Weitere Bilder                          | Mietshaus, vom Typus in geschlossener Bebauung, mit Laden mit originaler Front, Eckhaus zur Hohe Straße | Heilige-Grab-Straße 12 (Karte)                                                   | Um 1890 | Baugeschichtlich und städtebaulich von Bedeutung | 09281615 |
|                                         | Papierfabrik | Heilige-Grab-Straße 27 (Karte)                                                   | 1870er Jahre | Traditioneller dreigeschossiger Bau mit Zwerchgiebel zur Straße, ortsgeschichtlich und technikgeschichtlich von Bedeutung. Kleines Nebengebäude dahinter ohne Denkmalwert. Im Wohnhaus im ersten Obergeschoss Fabrikantenwohnung. | 09282501 |
|                                         | Mietshaus in geschlossener Bebauung | Heilige-Grab-Straße 32 (Karte)                                                   | Um 1885 | Baugeschichtlich und städtebaulich von Bedeutung | 09281550 |
|                                         | Mietshaus in vom Typ geschlossener Bebauung | Heilige-Grab-Straße 33 (Karte)                                                   | Um 1900 | Klinker, städtebaulich von Bedeutung | 09281549 |
|                                         | Chefarztvilla mit Einfriedung (siehe auch Sachgesamtheitsdokument Obj. 09302671) | Heilige-Grab-Straße 40 (Karte)                                                   | 1915 | Einzeldenkmal der Sachgesamtheit Städtisches Klinikum; baugeschichtlich und ortsgeschichtlich von Bedeutung | 09281677 |
|                                         | Bauernhof mit Wohnstallhaus und angebautem Tordurchfahrtshaus sowie zwei Seitengebäuden | Heilige-Grab-Straße 65, 66 (Karte)                                               | 1845–1847 (Bauernhof); 1. Hälfte 19. Jahrhundert (Wohnstallhaus und Torhaus)                                                                 | Relikt der ländlichen Bebauung in diesem Straßenzug, baugeschichtlich von Bedeutung. Teilweise verändert. Wohnstallhaus: mit Krüppelwalmdach und Dachstuhl. Seitengebäude mit gebrochenem Dach. | 09281614 |
|                                         | Mietshaus in geschlossener Bebauung | Heilige-Grab-Straße 67 (Karte)                                                   | 1900 | Klinker, baugeschichtlich und städtebaulich von Bedeutung | 09281613 |
|                                         | Mietshaus in nach links geschlossener Bebauung | Heilige-Grab-Straße 68 (Karte)                                                   | 1899 | Baugeschichtlich und städtebaulich von Bedeutung | 09281612 |
|                                         | Mietshaus in nach rechts geschlossener Bebauung | Heilige-Grab-Straße 70 (Karte)                                                   | Um 1895 | Baugeschichtlich und städtebaulich von Bedeutung. Erdgeschoss nicht verändert in unmittelbarer Umgebung der Hofdurchfahrt. Treppenhausfenster mit verschiedenem Glas. | 09281611 |
|                                         | Mietshaus in geschlossener Bebauung | Heilige-Grab-Straße 71 (Karte)                                                   | Um 1895 | Baugeschichtlich und städtebaulich von Bedeutung. Dachlandschaft verändert. | 09281610 |
|                                         | Mietshaus in geschlossener Bebauung | Heilige-Grab-Straße 72 (Karte)                                                   | Um 1895 | Baugeschichtlich und städtebaulich von Bedeutung | 09281609 |
|                                         | Mietshaus in geschlossener Bebauung, mit Laden mit originaler Front | Heilige-Grab-Straße 73 (Karte)                                                   | Um 1895 | In Hofdurchfahrt und Treppenhaus Jugendstil-Schablonendekoration und Gemälde, baugeschichtlich und städtebaulich von Bedeutung | 09281608 |
|                                         | Mietshaus in geschlossener Bebauung, mit Laden mit originaler Front | Heilige-Grab-Straße 74 (Karte)                                                   | 1893 | Baugeschichtlich und städtebaulich von Bedeutung | 09281607 |
| Weitere Bilder                          | Wohnhaus in geschlossener Bebauung, Eckhaus | Heynestraße 1 (Brückenstraße 4) (Karte)                                          | Um 1908 | Baugeschichtlich und städtebaulich von Bedeutung. Ecke mit halbrunden Balkons und Erker (an der Brückenstraße), hofseitig Veranden. Treppenhaus bunte Bleiglasfenster. | 09281278 |
| Direkt Bild zu diesem Denkmal hochladen | Mietshaus in geschlossener Bebauung | Heynestraße 8 (Karte)                                                            | Um 1908 | Baugeschichtlich von Bedeutung. Neuklassizismus unseres Jahrhunderts mit Pilastern und Lisenen. | 09281279 |
| Direkt Bild zu diesem Denkmal hochladen | Mietshaus, nach rechts freistehend, mit Resten der Einfriedungsgitter | Heynestraße 9 (Karte)                                                            | Um 1908 | Baugeschichtlich von Bedeutung | 09281280 |
| Direkt Bild zu diesem Denkmal hochladen | Hildegard-Burjan-Platz; Stadtplatz mit Altbaumbestand und Bürgersteigen (instandgesetzt) | Hildegard-Burjan-Platz (Karte)                                                   | 1. Drittel. 20. Jahrhundert | Städtebaulich von Bedeutung (die innere neu gestaltete Platzfläche ausgenommen). Hieß zunächst 1930 Christoph-Lüders-Platz, Streichung auf Grund Neugestaltung war in Erwägung gezogen, aber verworfen, da alles mit Genehmigung. | 09280724 |
|                                         | Mietshaus in geschlossener Bebauung, Eckhaus zur Pontestraße | Hildegard-Burjan-Platz 1 (Karte)                                                 | Um 1895 | Städtebaulich von Bedeutung. Eckbalkons fehlen, Eckturm fehlt. | 09281638 |
|                                         | Mietshaus in geschlossener Bebauung | Hildegard-Burjan-Platz 2 (Karte)                                                 | Um 1895 | Städtebaulich von Bedeutung | 09281639 |
| Direkt Bild zu diesem Denkmal hochladen | Fabrik (Eduard Esser; Wagner und Hamburger; Hamburger) | Hilgerstraße 4, 5, 6 (Karte)                                                     | Vor 1900 (drei Fabrikgebäude); 1914 (südlicher Hofflügel, Lager/Werkstatt)                                                                   | Einst zusammen mit der Nummer 7, Bauten an der Straße und südlicher Hofflügel, Straßenbauten rechts Klinker zweieinhalbgeschossig, rechts Putzbau mit Treppenturm, Hofflügel zweigeschossig als Lager- und Werkstattgebäude in Stahlbeton 1914, baugeschichtlich und wirtschaftsgeschichtlich von Bedeutung | 09280049 |
| Direkt Bild zu diesem Denkmal hochladen | Fabrikanlage (Gießerei; Viehversteigerungslokal; VEAB Görlitz) | Hilgerstraße 7 (Karte)                                                           | Vor 1900 | Nur Vorderhaus, großer Bau mit Lager und Verwaltungsgebäude, baugeschichtlich und ortsgeschichtlich von Bedeutung | 09306505 |
|                                         | Mietshaus in nach rechts geschlossener Bebauung | Hilgerstraße 8 (Karte)                                                           | Um 1890 | Städtebaulich von Bedeutung. Allerhand Profile. Balkenkopffries, Gestaltung vergleichbar mit Nummer 9. | 09280051 |
|                                         | Mietshaus in geschlossener Bebauung | Hilgerstraße 9 (Karte)                                                           | Um 1890 | Städtebaulich von Bedeutung. Gestaltung vergleichbar mit Nummer 8, aber feinere Profile, erneuerter Balkenkopffries. Haus zu. | 09280052 |
|                                         | Mietshaus in geschlossener Bebauung | Hilgerstraße 11 (Karte)                                                          | Bezeichnet mit 1900 | Baugeschichtlich und städtebaulich von Bedeutung, Terrazzo-Mosaikfußboden | 09280053 |
|                                         | Wohnhaus in geschlossener Bebauung | Hohe Straße 2 (Karte)                                                            | Um 1850 | Baugeschichtlich und städtebaulich von Bedeutung | 09283013 |
|                                         | Wohnhaus in geschlossener Bebauung | Hohe Straße 3 (Karte)                                                            | Um 1850 | Baugeschichtlich und städtebaulich von Bedeutung | 09283012 |
|                                         | Wohnhaus in nach links geschlossener Bebauung | Hohe Straße 5 (Karte)                                                            | Um 1850 | Baugeschichtlich und städtebaulich von Bedeutung. Erdgeschoss teils verändert. | 09283010 |
|                                         | Wohnhaus in nach rechts geschlossener Bebauung | Hohe Straße 7 (Karte)                                                            | Um 1905 | Baugeschichtlich und städtebaulich von Bedeutung | 09283009 |
|                                         | Wohnhaus in geschlossener Bebauung | Hohe Straße 8 (Karte)                                                            | Ende 19. Jahrhundert | Baugeschichtlich und städtebaulich von Bedeutung | 09283008 |
| Direkt Bild zu diesem Denkmal hochladen | Wohnhaus in geschlossener Bebauung | Hohe Straße 9 (Karte)                                                            | Ende 19. Jahrhundert | Baugeschichtlich und städtebaulich von Bedeutung | 09283007 |
|                                         | Wohnhaus in geschlossener Bebauung, Eckhaus zur Jahnstraße | Hohe Straße 11 (Karte)                                                           | Um 1920 | Städtebaulich von Bedeutung. Erdgeschoss nochmals verändert. | 09283006 |
|                                         | Mietshaus mit Eckladen in geschlossener Bebauung, Eckhaus zur Jahnstraße | Hohe Straße 12 (Karte)                                                           | Um 1895 | Aufwändige Putzfassade, baugeschichtlich und straßenbildprägend von Bedeutung. Ecke hochgezogen mit mehreren Giebeln. Eckladen mit originaler Front. Im Haus Reste Schablonenmalerei aus den 1920er Jahren. | 09283005 |
|                                         | Junggesellenwohnheim | Hohe Straße 24 (Karte)                                                           | Um 1850 | Zweigeschossiger Bau aus zwei im Winkel stehenden Flügeln, sozialgeschichtlich von Bedeutung. Stand bis 14. Oktober 2005 fälschlicherweise unter Hohe Straße 23 in der Liste. | 09283004 |
|                                         | Wohnhaus in geschlossener Bebauung | Hohe Straße 25 (Karte)                                                           | Um 1890 | Baugeschichtlich und städtebaulich von Bedeutung | 09283003 |
|                                         | Wohnhaus in geschlossener Bebauung | Hohe Straße 26 (Karte)                                                           | Um 1870 | Baugeschichtlich und städtebaulich von Bedeutung. Erdgeschoss teils verändert. | 09283002 |
|                                         | Wohnhaus in geschlossener Bebauung | Hohe Straße 27 (Karte)                                                           | Um 1850 | Baugeschichtlich und städtebaulich von Bedeutung. Hatte einen mit Laden mit originaler Front, mit der Sanierung beseitigt. | 09283001 |
|                                         | Wohnhaus in geschlossener Bebauung | Hohe Straße 28 (Karte)                                                           | Um 1850 | Baugeschichtlich und städtebaulich von Bedeutung | 09283000 |
|                                         | Wohnhaus in geschlossener Bebauung | Hohe Straße 29 (Karte)                                                           | Um 1850 | Baugeschichtlich und städtebaulich von Bedeutung | 09281642 |
|                                         | Wohnhaus in geschlossener Bebauung | Hohe Straße 30 (Karte)                                                           | Um 1850 | Städtebaulich von Bedeutung. Drittes Obergeschoss aufgestockt, originale Haustür und Fenster, Putzprofile. | 09284997 |
|                                         | Gasthaus Stadt Berlin | Hohe Straße 34 (Karte)                                                           | 1863 | Gebaut als Wohnhaus, ab 1878 Gasthaus, ortsgeschichtlich von Bedeutung. Mit Ausspanne in den Nebengebäuden, diese abgerissen und nicht unter Schutz. Wahrscheinlich gehörte der Hof mit Ställen entlang der Pontestraße zum Gasthof dazu. Ruinöses Nebengebäude (Wirtschaftsgebäude) an „Stadt Berlin“ angebaut (Abbruch). Mit Hofgebäude (Abbruch). | 09281640 |
|                                         | Mietshaus in geschlossener Bebauung, Eckhaus zur Jakobstraße, mit zwei originalen Ladenfronten an der Jakobstraße | Hospitalstraße 1 (Karte)                                                         | Um 1880 | Eckhaus zur Jakobstraße, mit zwei originalen Ladenfronten an der Jakobstraße, baugeschichtlich und städtebaulich von Bedeutung. Die Hospitalstraße erweist sich erstmals auf dem Stadtplan von 1851 als angelegt, aber noch nicht bebaut. Gemäß Richard Jecht wurde sie erst 1857 zunächst als Verbindung zwischen dem Jakobshospital mit Jakobskapelle an der Westseite der Jakobsgasse und der Salomonstraße geschaffen, wo sie zunächst endete. Der Teil zwischen der nunmehrigen Berliner Straße (vorher Salomonstraße) und der Krölstraße wurde 1865 eröffnet. So bietet sich die Hospitalstraße als Verlängerung der Südseite des Wilhelmsplatzes nach Westen dar. (Die Verlängerung nach Osten heißt Blumenstraße.) Den westlichen Endpunkt der Hospitalstraße stellt das Central-Hospital (Krölstraße 48) dar. Von 1861 bis 63 errichtet, entstand es unter Stadtbaurat Martin als Unterkunft für ältere und pflegebedürftige Görlitzer. Die Einrichtung löste das Jakobshospital ab, wobei diese Baulichkeiten 1870 vollständig abgerissen wurden. | 09281453 |
|                                         | Mietshaus in geschlossener Bebauung | Hospitalstraße 2 (Karte)                                                         | Um 1870 | Baugeschichtlich und städtebaulich von Bedeutung. Schöne Malerei in der Hofdurchfahrt und im Treppenhaus. Historismusfassade mit Stilelementen der Neorenaissance. | 09281452 |
|                                         | Mietshaus in geschlossener Bebauung, mit Läden | Hospitalstraße 3 (Karte)                                                         | Um 1870 | Baugeschichtlich und städtebaulich von Bedeutung, Historismusfassade mit Stilelementen der Neorenaissance | 09281451 |
|                                         | Mietshaus in geschlossener Bebauung, mit Läden | Hospitalstraße 4 (Karte)                                                         | Um 1880 | Baugeschichtlich und städtebaulich von Bedeutung. Erdgeschoss verändert. Historismusfassade mit Stilelementen der Neorenaissance. | 09281450 |
|                                         | Mietshaus in geschlossener Bebauung, mit Laden | Hospitalstraße 5 (Karte)                                                         | Um 1890 | Baugeschichtlich und städtebaulich von Bedeutung. Ohne Hinterhaus. Späthistorismusfassade mit neobarocken Stilelementen. | 09281449 |
|                                         | Mietshaus in geschlossener Bebauung, mit Läden mit originaler Front | Hospitalstraße 6 (Karte)                                                         | Um 1920 | Baugeschichtlich und städtebaulich von Bedeutung | 09281447 |
|                                         | Mietshaus in geschlossener Bebauung, mit Läden | Hospitalstraße 7 (Karte)                                                         | Um 1920 | Baugeschichtlich und städtebaulich von Bedeutung. Art-déco-Gestaltung. aufwändige Fassade mit Pilastergliederung und Rundbogenfenstern im letzten Obergeschoss. | 09281446 |
|                                         | Mietshaus mit Laden in geschlossener Bebauung, Eckhaus | Hospitalstraße 8 (Berliner Straße 15) (Karte)                                    | 1860er Jahre | Baugeschichtlich und straßenbildprägend von Bedeutung. Originale Haustür. | 09281445 |
|                                         | Mietshaus mit Läden, Eckhaus | Hospitalstraße 9 (Salomonstraße 45) (Karte)                                      | Um 1880 | Baugeschichtlich und straßenbildprägend von Bedeutung, Historismusfassade mit reicher Putzgliederung | 09281418 |
|                                         | Mietshaus in geschlossener Bebauung | Hospitalstraße 10 (Karte)                                                        | 1880–1885 | Baugeschichtlich und städtebaulich von Bedeutung. Erdgeschoss rechts: Ladeneinbau original erhalten. Historismusfassade mit reicher Putzgliederung. | 09281419 |
|                                         | Mietshaus in geschlossener Bebauung | Hospitalstraße 11 (Karte)                                                        | 1879 | Städtebaulich von Bedeutung. Fassade oben bereinigt, im Erdgeschoss original erhalten. | 09281420 |
|                                         | Mietshaus in geschlossener Bebauung | Hospitalstraße 12 (Karte)                                                        | Um 1880 | Baugeschichtlich und städtebaulich von Bedeutung, Historismusfassade mit reichem Fassadenschmuck | 09281421 |
|                                         | Geschäftshaus in geschlossener Bebauung | Hospitalstraße 13, 14, 15, 16 (Karte)                                            | 1924/25 | Langer Bau, nur im Dach zwei Wohnungen für Heizer und Hausmeister, Architekt Gerhard Röhr, baugeschichtlich und ortsgeschichtlich von Bedeutung. Betonter Mitteltrakt. Vertikalgliederung. Gliederung der Fassade durch Gesimse und Pilaster. | 09281422 |
|                                         | Mietshaus mit zwei Läden (links mit originaler Front) in geschlossener Bebauung | Hospitalstraße 17 (Karte)                                                        | Um 1898 | Baugeschichtlich und städtebaulich von Bedeutung. Laden im Erdgeschoss links: original erhalten, schöner Eingang, Terrazzofußboden, Mosaik, späthistoristische Putz-Klinker-Fassade. | 09281423 |
|                                         | Mietshaus in geschlossener Bebauung | Hospitalstraße 18 (Karte)                                                        | 1879 | Bauherr war Maurermeister F. Heyermann, baugeschichtlich und städtebaulich von Bedeutung. Karyatiden, Reliefköpfe. Historismusfassade mit reicher Putzgliederung. | 09281424 |
|                                         | Mietshaus in geschlossener Bebauung | Hospitalstraße 19 (Karte)                                                        | Um 1880 | Baugeschichtlich und städtebaulich von Bedeutung. Hofdurchfahrt. Im Treppenhaus Stuck, gut im Original erhalten. aufwändige Historismusfassade mit reicher Putzgliederung. | 09281425 |
|                                         | Mietshaus in geschlossener Bebauung | Hospitalstraße 20 (Karte)                                                        | Um 1880 | Baugeschichtlich und städtebaulich von Bedeutung. Hofdurchfahrt. Stuckdecke im Eingang. Historismusfassade mit Stilelementen der Neorenaissance. | 09281426 |
|                                         | Wohnhaus, freistehend, mit an Nr. 20 angebautem Nebengebäude und Resten der Einfriedung | Hospitalstraße 21 (Karte)                                                        | Um 1870 (Wohnhaus); um 1910 (Gewerbebau) | Baugeschichtlich von Bedeutung. Art-déco-Attika. Halbrundes Treppenauge, Nebengebäude vermutlich Gewerbebau. | 09281427 |
|                                         | Mietshaus, Eckhaus | Hospitalstraße 22 (Karte)                                                        | Um 1880 | Baugeschichtlich und stadtbildprägend von Bedeutung. Schöne Treppenhausfenster. Betonung der Fassade durch überhöhte Ecke mit Erker. | 09281428 |
|                                         | Mietshaus mit Laden in geschlossener Bebauung, Eckhaus | Hospitalstraße 23 (Karte)                                                        | 1889 | Baugeschichtlich und städtebaulich von Bedeutung, reiche Historismusfassade mit Erker | 09280552 |
|                                         | Mietshaus in geschlossener Bebauung | Hospitalstraße 24 (Karte)                                                        | Um 1890 | Baugeschichtlich und städtebaulich von Bedeutung, Historismusfassade mit Stilelementen der Neorenaissance | 09280550 |
|                                         | Mietshaus in geschlossener Bebauung | Hospitalstraße 25 (Karte)                                                        | Um 1890 | Baugeschichtlich und städtebaulich von Bedeutung | 09280551 |
|                                         | Wohnhaus mit Laden in geschlossener Bebauung, Eckhaus | Hospitalstraße 26 (Hauptanschrift: Hartmannstraße 13) (Karte)                    | 1860er Jahre | Ausgewogene Neorenaissancefassade, baugeschichtlich und städtebaulich von Bedeutung | 09280546 |
| Direkt Bild zu diesem Denkmal hochladen | Mietshaus in geschlossener Bebauung, mit Laden mit originaler Front | Hospitalstraße 27 (Karte)                                                        | 1880er Jahre | Klinker, baugeschichtlich und städtebaulich von Bedeutung | 09280687 |
|                                         | Mietshaus in geschlossener Bebauung, mit Laden | Hospitalstraße 28 (Karte)                                                        | 1880er Jahre | Baugeschichtlich und städtebaulich von Bedeutung | 09280688 |
|                                         | Mietshaus in geschlossener Bebauung | Hospitalstraße 29 (Karte)                                                        | 1880er Jahre | Städtebaulich von Bedeutung, einfache Historismusfassade | 09280689 |
|                                         | Mietshaus in geschlossener Bebauung | Hospitalstraße 30 (Karte)                                                        | 1880er Jahre | Baugeschichtlich und städtebaulich von Bedeutung. Erdgeschoss geglättet, aber originale Haustür. | 09280690 |
|                                         | Mietshaus in geschlossener Bebauung | Hospitalstraße 31 (Karte)                                                        | 1880er Jahre | Baugeschichtlich und baukünstlerisch von Bedeutung. Erdgeschoss verändert, repräsentative Historismusfassade mit reichem Schmuck in den Obergeschossen. | 09280691 |
|                                         | Mietshaus in geschlossener Bebauung und Hofgebäude | Hospitalstraße 32 (Karte)                                                        | 1887 | Im Hintergebäude (abgerissen) und im veränderten Verbindungsbau befand sich das Zentralbad, baugeschichtlich von Bedeutung. Repräsentative Historismusfassade. Der Verbinder hat keinen Denkmalwert mehr. | 09280692 |
|                                         | Mietshaus in geschlossener Bebauung | Hospitalstraße 33 (Karte)                                                        | 1887 | Baugeschichtlich und städtebaulich von Bedeutung, späthistoristische Fassade mit reichem Schmuck in den Obergeschossen | 09280693 |
|                                         | Mietshaus in geschlossener Bebauung, mit Laden | Hospitalstraße 34 (Karte)                                                        | 1880er Jahre | Baugeschichtlich und städtebaulich von Bedeutung | 09280694 |
|                                         | Mietshaus mit Laden in geschlossener Bebauung, Eckhaus zur Berliner Straße | Hospitalstraße 35 (Berliner Straße 52) (Karte)                                   | 1886 | Baugeschichtlich und städtebaulich von Bedeutung | 09280695 |
|                                         | Geschäftshaus in geschlossener Bebauung, Stahlbetonskelett, Eckhaus | Hospitalstraße 36 (Berliner Straße 14) (Karte)                                   | 1910 | Stahlbetonskelett, Eckhaus, baugeschichtlich und straßenbildprägend von Bedeutung. Typus in Messebaunachfolge, Neuklassizistische Pilastergliederung. Erdgeschoss gestört. | 09281380 |
|                                         | Wohnhaus in geschlossener Bebauung, mit Läden | Hospitalstraße 37 (Karte)                                                        | Um 1870 | Baugeschichtlich und städtebaulich von Bedeutung. Erdgeschoss verändert. | 09281379 |
|                                         | Wohnhaus in geschlossener Bebauung, mit Laden mit originaler Front | Hospitalstraße 38 (Karte)                                                        | 1860er Jahre | Baugeschichtlich und städtebaulich von Bedeutung | 09281448 |
|                                         | Wohnhaus in geschlossener Bebauung, mit Läden | Hospitalstraße 39 (Karte)                                                        | 1865 | Bauherren waren Maurerpolier Reßel und Zimmermeister Bogner, baugeschichtlich und städtebaulich von Bedeutung. Erdgeschoss verändert. | 09281377 |
|                                         | Mietshaus in geschlossener Bebauung, mit Läden | Hospitalstraße 40 (Karte)                                                        | Um 1910 | Baugeschichtlich und städtebaulich von Bedeutung. Neuklassizistische Gestaltung. Fassade durchgehend über zwei Geschosse durch Pilaster gegliedert. | 09281376 |
|                                         | Mietshaus in geschlossener Bebauung, mit Läden | Hospitalstraße 41 (Karte)                                                        | Um 1910 | Baugeschichtlich und städtebaulich von Bedeutung | 09281375 |
|                                         | Mietshaus in geschlossener Bebauung, mit Läden | Hospitalstraße 42, Görlitz.jpg (Karte)                                           | Um 1880 | Baugeschichtlich und städtebaulich von Bedeutung. Ladengestaltung teilweise original erhalten. | 09281374 |
|                                         | Mietshaus in geschlossener Bebauung, mit Läden mit originaler Fassade | Hospitalstraße 43 (Karte)                                                        | Um 1880 | Städtebaulich von Bedeutung, Deckengemälde | 09281373 |
|                                         | Mietshaus in geschlossener Bebauung, mit originalen Läden, Eckhaus zur Jakobstraße | Hospitalstraße 44 (Karte)                                                        | Um 1880 | Baugeschichtlich und straßenbildprägend von Bedeutung, Jugendstilfenster im Treppenhaus | 09281372 |

## Streichungen von der Denkmalliste
| Bild                                    | Bezeichnung                                                                               | Lage                            | Datierung | Beschreibung                                                                                         | ID       |
| --------------------------------------- | ----------------------------------------------------------------------------------------- | ------------------------------- | --------- | --- | -------- |
|                                         | Drei Fabrikgebäude des Waggonbaus Görlitz entlang der Straße, siehe auch Brunnenstraße 11 | Hilgerstraße 13, 14, 15 (Karte) | Vor 1900  | Bau- und technikgeschichtlich von Bedeutung. Zwischen 2017 und 2024 aus der Denkmalliste gestrichen. | 09280050 |
| Direkt Bild zu diesem Denkmal hochladen | Wohnhaus in geschlossener Bebauung                                                        | Hohe Straße 4 (Karte)           | Um 1850   | Baugeschichtlich und städtebaulich von Bedeutung; nach 2014 von der Denkmalliste gestrichen          | 09283011 |

## Tabellenlegende
- Bild: Bild des Kulturdenkmals, ggf. zusätzlich mit einem Link zu weiteren Fotos des Kulturdenkmals im Medienarchiv Wikimedia Commons. Wenn man auf das Kamerasymbol klickt, können Fotos zu Kulturdenkmalen aus dieser Liste hochgeladen werden:
- Bezeichnung: Denkmalgeschützte Objekte und ggf. Bauwerksname des Kulturdenkmals
- Lage: Straßenname und Hausnummer oder Flurstücknummer des Kulturdenkmals. Die Grundsortierung der Liste erfolgt nach dieser Adresse. Der Link (Karte) führt zu verschiedenen Kartendiensten mit der Position des Kulturdenkmals. Fehlt dieser Link, wurden die Koordinaten noch nicht eingetragen. Sind diese bekannt, können sie über ein Tool mit einer Kartenansicht einfach nachgetragen werden. In dieser Kartenansicht sind Kulturdenkmale ohne Koordinaten mit einem roten bzw. orangen Marker dargestellt und können durch Verschieben auf die richtige Position in der Karte mit Koordinaten versehen werden. Kulturdenkmale ohne Bild sind an einem blauen bzw. roten Marker erkennbar.
- Datierung: Baubeginn, Fertigstellung, Datum der Erstnennung oder grobe zeitliche Einordnung entsprechend des Eintrags in der sächsischen Denkmaldatenbank
- Beschreibung: Kurzcharakteristik des Kulturdenkmals entsprechend des Eintrags in der sächsischen Denkmaldatenbank, ggf. ergänzt durch die dort nur selten veröffentlichten Erfassungstexte oder zusätzliche Informationen
- ID: Vom Landesamt für Denkmalpflege Sachsen vergebene, das Kulturdenkmal eindeutig identifizierende Objekt-Nummer. Der Link führt zum PDF-Denkmaldokument des Landesamtes für Denkmalpflege Sachsen. Bei ehemaligen Kulturdenkmalen können die Objektnummern unbekannt sein und deshalb fehlen bzw. die Links von aus der Datenbank entfernten Objektnummern ins Leere führen. Ein ggf. vorhandenes Icon  führt zu den Angaben des Kulturdenkmals bei Wikidata.

## Ausführliche Denkmaltexte
1. ↑  Beschreibung des Gartendenkmals (Ragnhild Kober, 17. September 2008): 
  - Gliederung des Gartens: An einer Südwest-Nordost-Achse, die vom Heiligen Grab durch das Tal der Lunitz (sogenannter „Kidronbach“) bis zum Krematorium des Alten Friedhofs weist, reihen sich folgende Gartenteile und Gartenelemente:

a) eine Wegeachse

b) eine Treppe und ein halbkreisförmiger Platz

c) eine Wiesenfläche, sogenannte „Jüngerwiese“ 

d) eine Treppe und ein kleiner Platz mit einem Solitärbaum (Ahorn), sogenannter „Ölbaum“ 

e) die Rosenterrasse

Der Garten ist in drei Hauptbereiche gegliedert: Südwest-Bereich mit Lunitzbach (sogenannter „Kidronbach“) und Teich mit Insel umgeben von Baumbestand sowie Hangbereich mit waldartigem Baumbestand, mittlerer Bereich mit Obstwiesen und Wiesenfläche (sogenannte „Jüngerwiese“) sowie halbkreisförmiger Platzfläche, Nordost-Bereich mit Obstwiese, Rosenterrasse, Platzfläche mit Solitärbaum (Spitzahorn), dem sog. „Ölbaum“, Flächen des ehemaligen Spielplatzes, der ehemaligen Spielwiese und des ehemaligen Staudengartens
  - Einfriedung: Haselnusshecke
  - Erschließung: Ost-Eingang am Ost-Ende der Nordwest-Südost-Wegeachse, West-Eingang am West-Ende der Nordwest-Südost-Wegeachse, im Süden Pforte am Heiligen Grab, geradliniges Wegesystem mit zwei hufeisenförmigen Wegen und einer halbkreisförmigen Platzfläche in der Südwest-Nordost-Hauptachse der Anlage
  - Gartenbauten: in der Südwest-Nordost-Hauptachse eine Treppe mit elf Granitstufen und eine Treppe mit 18 Granitstufen und beidseitigen Wangen, eine Treppe an der Terrasse am Teich (Material zweitverwendet)
  - Bodenrelief: ansteigende Hangflächen im Südwesten und Nordosten des Teiches (Teich zum Teil zugeschüttet), im Nordosten des Teiches Terrasse (Terrassenfläche nach 1945 erweitert), weiter nach Nordosten ansteigende Rasenböschung, Weg mit halbkreisförmiger Platzfläche, weiter nach Nordosten ansteigender Hang mit Jüngerwiese und Obstwiesen bis zur Nordwest-Südost-Wegeachse, weiter nach Nordosten ansteigende Rasenböschung mit Treppe, im Nordosten der Hauptachse Terrasse (sogenannte Rosenterrasse), zu beiden Seiten der Rosenterrasse abfallende Hangflächen (im Osten Obstwiese, im Westen zum Teil kleinere Terrassen)
  - Vegetationsflächen: im Nordost-Bereich Rosenterrasse in Hufeisenform mit Rasenfläche und Rosenrabatten, von einem Weg umgeben (Neupflanzung: Lebensbaumhecke und je vier Fichten auf der Ost- und West-Seite, Verlust: Pergola), zwei Obstwiesen und sogenannte Jüngerwiese am von Südwesten nach Nordosten ansteigenden Hang, eine Obstwiese im Nordost-Bereich
  - Gehölze: Ölbaum (Spitzahorn), Obstwiesen mit Resten des Altbaumbestandes (Birnen, Äpfel) und Neupflanzungen (zum Teil abweichend vom Raster der älteren Bäume), am Teich parkartig gepflanzter Baumbestand mit Randbäumen im Nordosten (Buche, Blutbuche, Weymouthskiefern, Ahorn, Birken, Fichten), an dem leicht terrassierten Hang im Westen der Rosenterrasse der Baumbestand aus Nadel- und Laubgehölzen (Kiefern, Blaufichten, Eichen, Birken, Buche), am Teich eine Trauerweide, auf der Insel des Teiches eine Linde, im Südwesten des Teiches waldartiger Bestand mit Laub- und Nadelgehölzen, Strauchgruppen (Rhododendron) in Nähe des Teiches
  - Wasserelemente: Teich (zum Teil zugeschüttet), Bachlauf Lunitz (versinnbildlicht den Bach Kidron), Insel im Teich
  - Tafel am Eingang mit Erklärung des Ölberggartens: Im ausgehenden Mittelalter bis zur Höhe des Barock war es den Christen ein Bedürfnis, biblisches Geschehen nachzuerleben. Es entstanden in vielen Teilen Europas Nachbildungen der heiligen Stätten. Eine davon ist das Görlitzer Heilige Grab, errichtet in den Jahren 1481 bis 1504. Was die Görlitzer Heilige-Grab-Anlage gegenüber den anderen europäischen auszeichnet, ist ihre Einbettung in die Landschaft, der man symbolhaft Jerusalemer Merkmale zugeordnet hat. Auf dem Hügel gegenüber der Begräbnisstätte, dem Ölberg, pflanzte man eine Weide, den symbolischen Ölbaum (heute ein Spitzahorn). Unterhalb befindet sich die Jüngerwiese, das Symbol für die schlafenden Jünger. Der Bach Lunitz, der durch das Tal zwischen Ölberg und Heiligem Grab fliest, wurde entsprechend den Jerusalemer Gegebenheiten zum Kidronbach. 1913 errichtete man auf dem Scheitel des Ölbergs das städtische Krematorium, das seither den Horizont nach Nordosten dominiert. Das Gelände unterhalb wurde bis in die zwanziger Jahre des 20. Jahrhunderts als Acker, Wiese, Sandgrube und Müllplatz genutzt. Die Park- und Gartenanlage Ölberggarten entstand nach Plänen des damaligen Gartenbaudirektors Heinrich Dieckmann zwischen 1923 und 1928 als für die Zeit typische streng formale Anlage. Obstbäume und Beerensträucher wuchsen in strengem Raster auf den Wiesen, eine Pergola rahmte die oberhalb des Weges liegende Rosenterrasse ein. Die Bedeutung des Ölberggartens als Ertragsobstfläche ging im Laufe der Jahre zurück, und etwa ab 1966 wurde die intensive Pflege eingestellt. Seit der Eröffnung des Verbindungsweges im Jahre 1999 kann die räumliche Beziehung zwischen Heiligem Grab und Ölberg wieder erlebt werden (Stadtverwaltung Görlitz / Fachbereich Stadtgrün).
2. ↑  Beschreibung des Gartendenkmals (Ragnhild Kober, 21. September 2008):
  - Gartenteile: Vorgarten im Nordosten des Hauptgebäude (an der Girbigsdorfer Straße), Vorgarten am Krankenhausgebäude im Ostbereich, zwei Gartenhöfe und zwei Patientengärten im Südwesten des Hauptgebäudes, ein weiterer Patientengarten im Ost-Bereich (an der Zeppelinstraße)
  - Einfriedung: an der Girbigsdorfer Straße dem Straßengefälle entsprechend abgestufte nordöstliche Einfriedungsmauer (saniert) als Stützmauer aus Klinkermauerwerk (gelb) mit Pfeilern sowie auf diese aufgesetzte Sandsteinpfeiler mit umlaufender Einschnürung und dachförmigem Abschluss, zwischen diesen Zaunfelder aus Metallkonstruktion (senkrechte Stäbe von drei Querstreben gehalten, darunter ein Zierband aufgenietet aus Flachstahl, gelocht und an den Rändern bogenförmig verziert), Mauerfuß mit Granitabdeckung, zwei Torpfeilern des Nordost-Tores mit Abdecksteinen aus Beton, an der Zeppelinstraße dem Straßengefälle entsprechend abgestufte östliche Einfriedungsmauer als Stützmauer aus Bruchsteinmauerwerk (Granit) mit aufgesetzter Mauer aus Ziegelmauerwerk, eine Pforte mit zwei Türflügeln aus Metallkonstruktion und anschließende Treppe von neun Stufen mit Handlauf aus Stahlrohr, die Treppe gefasst in der gleichen Art wie die Stützmauern, ein Tor mit Pfeilern und Torbogen sowie anschließender Zufahrt, im Bereich der Kreuzung zur Heiligen-Grab-Straße ist die Stützmauer teils mit einem Geländer, teils mit einer Hecke gesichert, an der Heiligen-Grab-Straße wird die Stützmauer dem ansteigenden Straßenverlauf und dem Bodenprofil des Gartens entsprechend immer niedriger und endet an einer rechtwinklig in das Gelände verlaufenden Mauer aus Bruchsteinmauerwerk mit Dachziegelabdeckung
  - Erschließung: Nordost-Auffahrt aus Großsteinpflaster (Granit) von der Straße durch das Nordost-Tor geradlinig auf eine Treppenanlage mit Podesten (Neuanlage) geführt und weiter nach rechts und links (als Zu- und Abfahrt) kreisförmig um die Treppenanlage zum Haupteingang des Krankenhauses auf die obere Ebene geführt, eine Straße (mit Bitumendecke auf alter Trasse neu gebaut) von der Girbigsdorfer Straße auf das Klinikgelände führend, zwei Zufahrten im Osten von der Zeppelinstraße, eine Zufahrt im Westen, geschwungen geführte Wege und kleinere Platzflächen (saniert) mit wassergebundener Decke in den Patientengärten
  - Bodenrelief: von Nordosten nach Südwesten ansteigendes Gelände abgefangen durch Stützmauern an der Ost- und Nordost-Grenze, im Osten in das höher liegende Krankenhausgelände eingeschnitten eine Zufahrt mit Stützmauern (Beschreibung der Stützmauern siehe Punkt Gartenbauten), Patientengarten im Ost-Bereich mit landschaftlicher Bodenmodellierung
  - Gartenbauten: im Ost-Bereich Stützmauern der Zufahrt zum Teil mit neuem Material saniert (Sockel aus Granitsteinmauerwerk und aufgesetztes rotes Klinkermauerwerk mit Granitabdeckung, Granitpfeiler und Stahlgeländer, die Eckbetonung mit Pfeilern aus Klinkermauerwerk), im Ost-Bereich über der Zufahrt Brücke vom Krankenhausgebäude zum Patientengarten mit Geländer (Sockel aus Klinkermauerwerk mit Sandsteinabdeckung, darauf Geländer aus Metallkonstruktion, am Anfang und Ende des Geländers höhere Mauerabschnitte aus Klinkermauerwerk mit Sandsteinabdeckung), in der Achse der Brücke zum Patientengarten kleines Plateau (zur Zufahrt abgegrenzt mit einer auf die Stützmauer aufgesetzten Mauer aus rotem Klinkermauerwerk mit Abdecksteinen aus Sandstein, neuem Geländer aus Metall, Eckbetonung mit Pfeilern aus rotem Klinkermauerwerk mit Sandsteinabdeckung und Zierspitze aus Gusseisen), weiter in der Achse der Brücke eine Treppe hinab auf den Platz mit dem Springbrunnen führend (sieben Granitblockstufen und Wangen aus rotem Ziegelmauerwerk mit Sandsteinabdeckung)
  - Wasserelemente: im Ost-Bereich kleiner kreisförmiger Springbrunnen im Patientengarten (Brunnenrand sandsteinfarben gestrichen, in der Mitte Sandsteinsockel für die Fontäne, saniert)
  - Gehölze: im Vorgarten im Nordosten des Hauptgebäudes zur Girbigsdorfer Straße Baumgruppen und Solitärbäume (Pappel, Linde, Schwarzkiefer, Esche, Roteiche, Robinie, Kastanien, Hainbuche, Berg- und Spitzahorn, Rotdorn) sowie Sträucher (Rhododendron), im Osten des Hauptgebäudes ein Solitärbaum (Linde), im Patientengarten im Südwesten des südöstlichen Flügels des Hauptgebäudes hainartig aufgewachsener Altbaumbestand (Linden, einige Eichen) und ein Solitärbaum (Buche) sowie Strauchgruppen (Rhododendron) und Bodendecker (Efeu), im Patientengarten im Südwesten des nordwestlichen Flügels des Hauptgebäudes Hain (Linden), im Patientengarten im Ost-Bereich Baumgruppen und Solitärbäume (Kastanie, Bergahorn, Esche, Spitzahorn, Linde, Buche, Hainbuche), im Westen des Hauptgebäudes Baumgruppen und Solitärbäume (Buche, Robinie, Kastanien, Roteiche, Linde, Berg- und Spitzahorn)
  - Kriegerdenkmal: grob behauener Granitstein mit geglätteter Vorderseite, darauf ein Eisernes Kreuz, in diesem oben eine Krone, in der Mitte ein „W“ und unten „1914“, Inschrift: „DEM ANDENKEN / DER KAMERADEN, DIE IHREN / IM FELDE ERLITTENEN WUNDEN / UND ERKRANKUNGEN / IM RESERVE-LAZARETT GOERLITZ / ERLAGEN. / 1914 – 1918“
  - Bemerkung: Instandsetzung der Wege- und Platzflächen in den Patientengärten, Neuanlage des Treppenaufgangs zum Hauptgebäude an der Girbigsdorfer Straße, Verlust an Freiräumen durch Neubauten (im Südwesten des Hauptgebäudes Verbinderbau zu einem neuen Ersatzbau, im Ost-Bereich ein Neubau), Beeinträchtigung des Patientengartens im Südwesten des nordwestlichen Flügels des Hauptgebäudes durch Einfügung von Sitzplätzen und eines Wasserbeckens
3. ↑  Beschreibung des Gartendenkmals (Ragnhild Kober, 20. September 2008):

  - Erschließung: nahezu quadratischer Platz, umgeben von den Straßen a) Teichstraße, b) Ponthestraße und c) Hildegard-Burjan-Platz, d) Sonnenstraße, auf dem Platz diagonale Wegeführung (modern angelegt)
  - Bürgersteige (instandgesetzt, zum Teil neu angelegt) und Straßen (neue Bitumendecke, Einfügung von Stellflächen für PKW): an den Ecken des Platzes Flächen mit Mosaiksteinpflaster (Granit), a) an der Teichstraße Bürgersteig platzseitig mit einem schmalen Streifen Mosaiksteinpflaster (Granit), Betonplatten (neu verlegt), einem Streifen Mosaiksteinpflaster (Granit) und Bordstein (Granit), Bürgersteig gegenüber mit Bordstein (Granit), Betonplatten (neuverlegt) und bis zur Hauskante Mosaiksteinpflaster (Granit), die Rinnen der Straße (Bitumendecke) beidseitig aus drei Reihen Kleisteinpflaster (Granit), b) an der Ponthestraße Bürgersteig platzseitig mit Kantenstein (Beton), einem Streifen Mosaiksteinpflaster (Granit), einem Gehwegstreifen ca. 1 m breit aus Betonplatten (diagonal verlegt), einem Fahrradweg (Bitumendecke), einem schmalen Streifen Betonsteinpflaster ca. 10 cm × 20 cm und einem Granitbord, Straße (Bitumendecke), Granitbord, Bürgersteig wie platzseitig, c) an der Straße Hildegard-Burjan-Platz platzseitig ein breiter Streifen als Parkfläche mit einem Granitkantenstein, einer Fläche Großsteinpflaster (Granit), einer Rinne aus drei Reihen Großsteinpflaster (Granit), Straße (Bitumendecke), drei Reihen Kleinsteinpflaster aus Granit, Granitbordstein, diagonalverlegte Betonplatten, bis zur Fassade ein Streifen Mosaiksteinpflaster (Granit), d) an der Sonnenstraße platzseitig Parkstreifen mit Granitkantenstein, Großsteinpflaster (Granit), drei Reihen Kleinsteinpflaster (Granit), Straße (Bitumendecke), drei Reihen Kleinsteinpflaster (Granit) einem Bordstein (Granit), Mosaiksteinpflaster (Basalt), zwei Reihen alte Granitgehwegplatten, ein schmaler Streifen Mosaiksteinpflaster (Basalt) bis zur Fassade
  - Gehölze (Altbaumbestand): an der Straße Hildegard-Burjan-Platz platzseitig eine Baumreihe (vier Linden), an der Teichstraße platzseitig drei von ehemals vier oder mehr Linden, an der Ponthestraße noch zwei vorhandene Linden, an der Sonnenstraße eine Eiche, auf dem Platz selbst in der Ecke der Sonnenstraße und der Straße Hildegard-Burjan-Platz ein Silberahorn
  - Gehölze (Neupflanzung): vier schrägverlaufende gestaffelte Hecken (Hainbuche) zwischen der Straße Hildegard-Burjan-Platz und Sonnenstraße und eine schrägverlaufende Hecke (Hainbuche) zwischen der Straße Hildegard-Burjan-Platz und der Ponthestraße
  - Platzfläche (Neuanlage): Rasen- und Wegeflächen, Sitzplätze, in der Mitte des Platzes Flächen auf unterschiedlichen Ebenen durch Stützmauern aus Beton abgefangen, Sandfläche mit einer großen Halbkugel aus Edelstahl
  - Gedenktafel 1 (neu): aus V2A-Blech (5 mm) ein Band, vorn der Schriftzug „Hildegard Burjan, geb. Freund“, auf der Längsseite: „Katholische Sozialpolitikerin Österreichs / geboren 1883 in Görlitz – gestorben 1933 in Wien“
  - Gedenktafel 2 (neu): aus Edelstahl, darauf ein Foto der Namensgeberin (mutwillig beschädigt) und einem Zitat: „Wir wollen nicht fragen, / ob wir zuständig sind. / Wir wollen fragen, / was kann ich für diesen Menschen tun“, alle Schriften lasergeschnitten
  - Ausstattung (neu): Bänke (V2A-Blech gefaltet als Fuß, darauf Holzlatten als Sitzflächen ohne Lehnen)
  - Bemerkung: Neuanlage des Platzes 2000 nach Plänen der Friedewalder Landschaftsarchitektin Hendrikje Becker, dabei Erhalt des Baumbestandes und Instandsetzung der Bürgersteige